# 신드주
신드주(Sind, Sindh, 우르두어: صوبہ سندھ, Sindh Province, 신드어: सिन्ध/سنڌ)는 파키스탄의 네 개의 주 중에 하나로, 주 면적으로는 3번째로 크고 인구로는 펀자브 다음으로 많다. 북서쪽으로는 발루치스탄, 북쪽으로는 펀자브, 동쪽으로는 인도의 구자라트와 라자스탄에 접하고 있다. 남쪽에는 아라비아 해가 있다. 신드의 자연 환경으로는 대부분 인더스 강, 인도와의 국경에 위치한 타르 사막, 그리고 서부 키르타르 산맥에 인접한 충적 평야가 있다.
신드의 경제는 파키스탄에서 펀자브 다음으로 크다. 주의 수도 카라치는 파키스탄에서 가장 인구가 많은 도시이자 주요 금융 중심지이다. 또한 신드에 있는 항구들은 파키스탄 산업 분야의 상당 부분을 차지하고 있는데, 그 중 카심과 카라치 등이 가장 규모도 크고 사람들로 많이 붐빈다. 한편 신드의 나머지 지역들은 농업 기반 경제로 구성되어 있으며, 파키스탄의 다른 지역들을 위한 과일, 소비재 및 채소를 생산한다.
신드는 때때로 '밥-울 이슬람(Bab-ul Islam, 이슬람의 관문)'으로 불리는데, 왜냐하면 신드 지역이 인도 아대륙에서 이슬람의 지배를 받은 첫 번째 지역이었기 때문이다. 신드는 1947년 영국령 인도 분할 이후, 이 지역으로 이주한 인도 내의 무슬림 다민족 공동체인 무하지르인이 다수 거주하고 있는 지역이기도 하다. 이 지역은 힌두교도와 무슬림 모두에게 신드 정체성 중 하나를 구성하는, 수피즘의 강한 영향을 받은 독특한 문화로 널리 알려져 있다. 또한 신드는 인더스 문명이 개창한 이래로 대단히 융성했던 청동기 시대의 역사로 유명하며, 유네스코가 지정한 세계문화유산 중 모헨조다로와 마클리 무덤군이 위치해 있다.

## 유래
BC 325년, 알렉산드로스 대왕의 지휘 아래 인도 북서부 일부분을 정복한 그리스인들은 이 지역을 '인도스(Indós)'라고 불렀는데, 이것이 오늘날 인더스 강의 유래가 되었다. 고대 페르시아인들은 인더스 강 동쪽의 모든 것들을 '힌드(Hind)'라고 칭했다.
신드(sindh)라는 지명은 산스크리트어로 '강'을 뜻하는 '신두(Sindhu)'의 페르시아어 파생어로, 인더스 강 일대를 가리키는 말이다.
미국의 언어학자인 프랭클린 사우스워스(Franklin Southworth)는 '신두(Sindhu)'라는 이름이 신드 지역에서 흔히 볼 수 있는 나무인 대추야자의 드라비다어 표기 '신투(Cintu)'에서 유래되었다고 주장했다.
이전의 철자 '신드(영어: sind, 페르소-아랍어: سند)'는 1988년 신드 의회에서 통과된 수정안에 의해 사용이 중단되었다.

## 역사

### 고대
신드와 주변 지역에는 인더스 문명의 유적들이 위치해 있다. 그곳에는 번영했던 문명의 흔적, 그리고 황폐화된 도시와 무너진 건축물들의 잔재가 남아 있는데, 그 중 가장 주목할만한 유적지는 모헨조다로이다. BC 2,500년경에 지어진 이 곳은 고대 인더스 문명에서 가장 규모가 컸던 정착지 중 하나로, 표준화된 벽돌로 지어진 건축물과 교차로, 그리고 수준 높은 하수도 시설과 대중목욕탕 등의 특징을 가지고 있었다. 이 도시는 고대 이집트, 메소포타미아, 크레타, 카랄-수페와 함께 당시 전 세계에서 가장 초기의 주요 도시 중 하나였다.
인더스 문명이 급격히 쇠퇴한 기원전 20세기 무렵에 모헨조다로도 같이 쇠퇴하기 시작했고, 마침내 기원전 19세기경에 도시는 버려지게 되었다. 이후 1920년대에 유적지가 발견되었으며, 1980년에 유네스코 세계문화유산으로 지정된 이후 발굴 작업이 진행되었다. 오늘날 모헨조다로 유적지는 침식 현상과 부적절하고 무분별한 복원 작업으로 인해 사라질 위기에 처해 있다. 기원전 3,000년 무렵에 발생한 이 지역의 점진적인 기후 건조화는 오히려 도시화의 초기 자극제가 되었을 수도 있다. 그러나 최종적으로 건조화 현상은 인더스 문명의 종말을 야기했으며, 이 지역의 인구를 부양하던 물 공급을 줄임으로써 경작지를 황폐화시켰다.
청동기~철기 시대, 즉 인도에서 베다 시기 및 십육대국 시기가 시작될 무렵, 신드 지역에는 '신두-사우브라(Sindhu-Sauvīra)'라는 고대 인도-아리아계 왕국이 인더스 강 유역을 지배하고 있었다. 그들의 남쪽 국경은 인도양이었고, 북쪽 국경은 물탄 인근의 파냐브였다. 신두-사우브라 왕국의 수도는 로루카(Roruka) 또는 브타브하야(Vītabhaya), 내지는 브트바야(Vītībhaya)로 명명되었는데, 이는 중세 시대의 신드 도시 아로르(Aror)와 오늘날의 로리(Rhori) 즈음으로 추정된다.

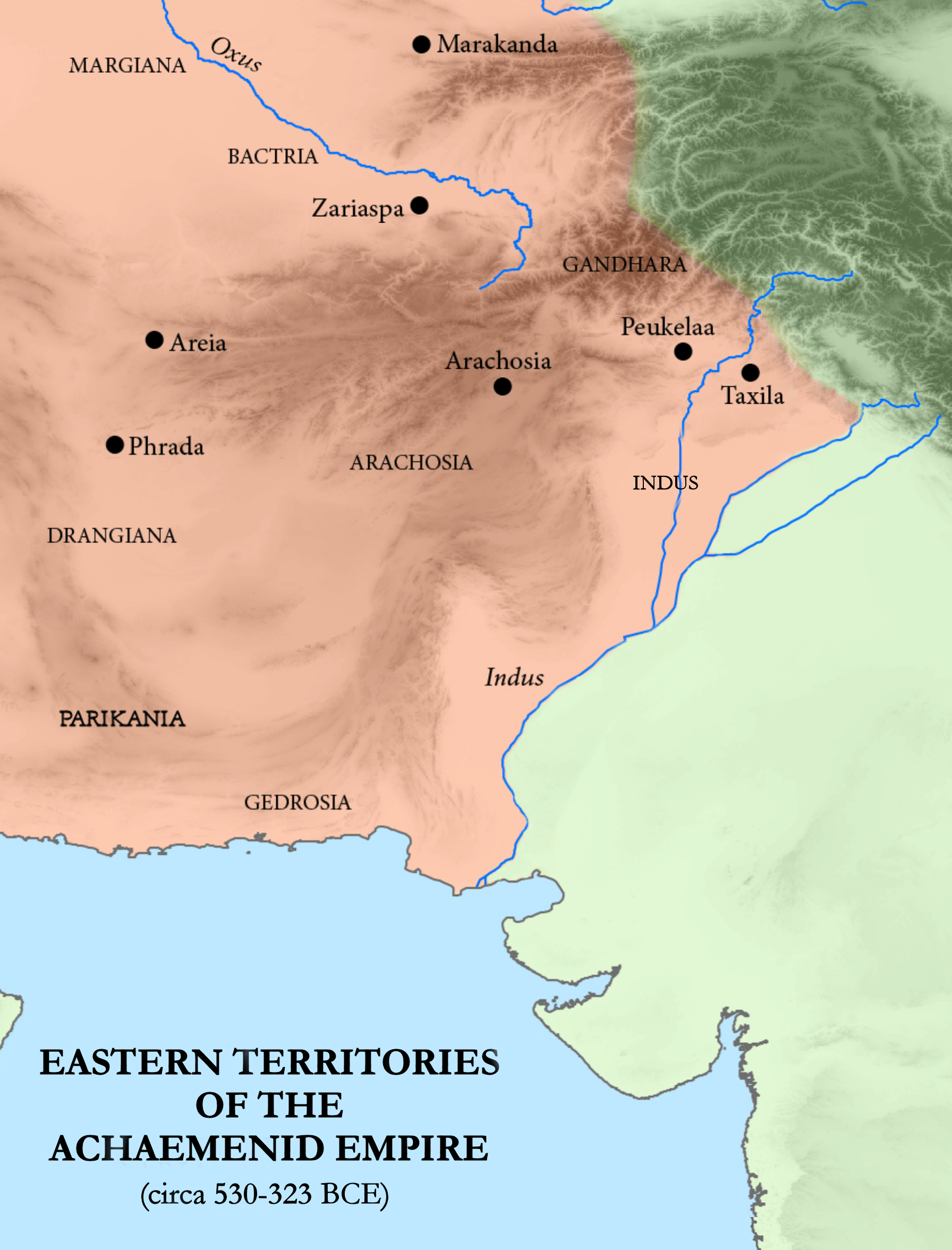
아케메네스 제국의 인도 방면 영토

BC 535년경, 페르시아의 키루스 대제는 인도 방면에 대한 원정을 시작했고, 이 초기 원정에서 아프가니스탄~인더스 강 서안의 대부분 지역이 그에 의해 합병되었다. 그가 죽은 이후 원정은 잠시 중단되었지만, 다리우스 대제 시기에 재시작되어 제국의 동쪽 경계는 이전에 점령했던 지역을 넘어 더욱 팽창하기 시작했다. BC 518년경 페르시아 군대는 펀자브 일대에 이르렀으며, 원정이 마무리 될 무렵에는 오늘날 파키스탄에 해당하는 인더스 강 유역이 완전히 장악되었고, 이후  아케메네스 제국의 속주(힌두쉬,  고대 페르시아어: 𐏃𐎡𐎯𐎢𐏁)로 편입되었다. 학자들은 힌두쉬 속주가 인더스 분지와 강 중류(오늘날 신드 전역과 펀자브 남부)에 위치해있었다고 추정한다. 이후 그리스 역사가 헤로도토스의 저서 『역사』에 따르면, 힌두쉬 속주는 아케메네스 제국 전체 세수의 32%를 담당했는데, 이를 보아 당시 신드 지역이 대단히 풍요로웠음을 알 수 있다.
BC 334년, 알렉산드로스 대왕이 헬레스폰토스를 건너 페르시아로 침입했고, 몇 차례의 승리 끝에 마침내 페르시아 전역을 정복하고 헬레니즘 제국을 세웠다. 페르시아 정복 이후 알렉산드로스는 인도 방면에 대한 원정을 감행하여 신드 일부 지역을 합병하고 자신 휘하의 장군 페이톤을 총독으로 임명했다. 그는 신드의 파탈라라는 해안도시에 항구를 건설했다.

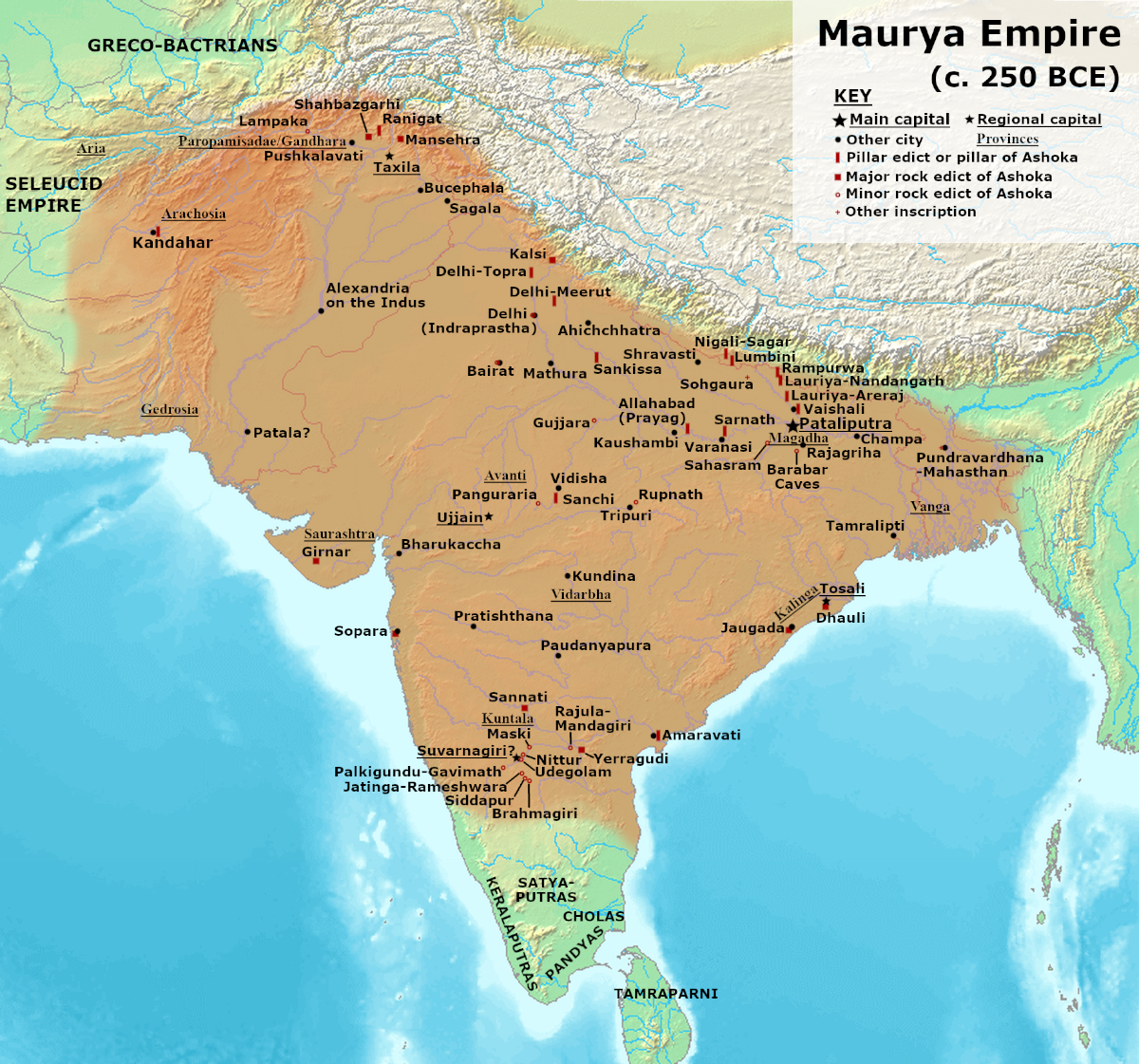
마우리아 제국의 영토

알렉산드로스 사후, 디아도코이 시대가 열렸고, 헬레니즘 제국의 광대한 동방 영토는 셀레우코스 제국이 장악했다. 그러나 곧 북인도에서 마우리아 제국이 발흥하여 셀레우코스 제국에 맞섰다. 마우리아 제국의 창시자 찬드라굽타 마우리아는 알렉산드로스의 후계자 셀레우코스 1세 니카토르와 전투를 벌여 승리했다. 이후 맺어진 평화 조약에서 셀레우코스 1세는 인더스 강 서안~박트리아 일부 영토를 양도하고 결혼 동맹을 제안했는데, 찬드라굽타는 이를 수용하고 셀레우코스에게 500마리의 전투코끼리를 선물로 주었다.
마우리아 제국의 통치는 약 1세기 동안 지속되었으나, BC 180년 경에 마우리아 제국이 무너진 이후 이 지역은 인도-그리스 왕국의 지배하에 들어갔으며, 다시 인도-그리스인들이 패퇴한 이후에는 인도-스키타이 왕국의 영토로 편입되었다. 이후 인도-파르티아 왕국과 쿠샨 제국이 차례대로 이 지역에 들어섰고, 최종적으로 갠지스 강 일대에서 부상한 굽타 제국이 신드 지역을 점령했다. 한편 페르시아의 사산 제국 황제들은 그들의 비문에서 힌드라고 알려진 신드 지역의 지배권을 주장했다.
AD 6세기경, 후나족의 북인도 침입으로 굽타 지배가 붕괴되면서 북인도에는 수많은 토착 지역 왕조가 나타났는데, 신드 지역에는 레이 왕조가 들어서 약 144년 동안 신드 지역을 통치했다.  그들의 수도는 아로르였다. 이후 브라만 왕조가 그 뒤를 이었다. 이들의 실재 여부에 대한 대부분의 정보는 브라만 왕조의 역사서인 『차흐나마』를 근거로 한다.

### 중세
예언자 무함마드가 죽은 후, 동방으로의 아랍 팽창은 페르시아를 넘어 인더스 지역에까지 이르렀다. 신드와 이슬람의 조우는 라시둔 칼리파국 시대 무슬림의 침입에 의해 처음 시작되었다. 636년, 2대 칼리파 우마르가 바레인 총독 우트만 이븐 아부 알-아스가 이끄는 해군 원정대를 파견했는데, 9세기의 이슬람 역사가 알발라후리는 이들이 파견되었다는 점은 기록했지만 그 결과에 대해서는 언급하지 않았다. 그러나 『차흐나마』는 이들의 공격이 실패했으며, 현지 총독이 습격한 무리의 우두머리를 죽였다고 기록했다. 이 습격은 후에 우마이야 선박에 대한 아라비아해 해적들의 공격을 촉발시켰다. 발라후리는 이후 우스만 시기까지 신드에 대한 공격이 재개되지 않았다고 또한 덧붙였다.
649년경, 마크란(Makran, 이란 동남부)을 점령한 알 하킴 이븐 자발라 알 압디는 제 4대 칼리파 알리 이븐 아비 탈리브의 추종자, 즉 시아파였다. 이 무렵 신드의 많은 자티들은 시아파의 영향을 받게 되었고, 몇몇은 심지어 1차 피트나에 참가하여 알리를 위해 싸우다가 사망하기도 했다.

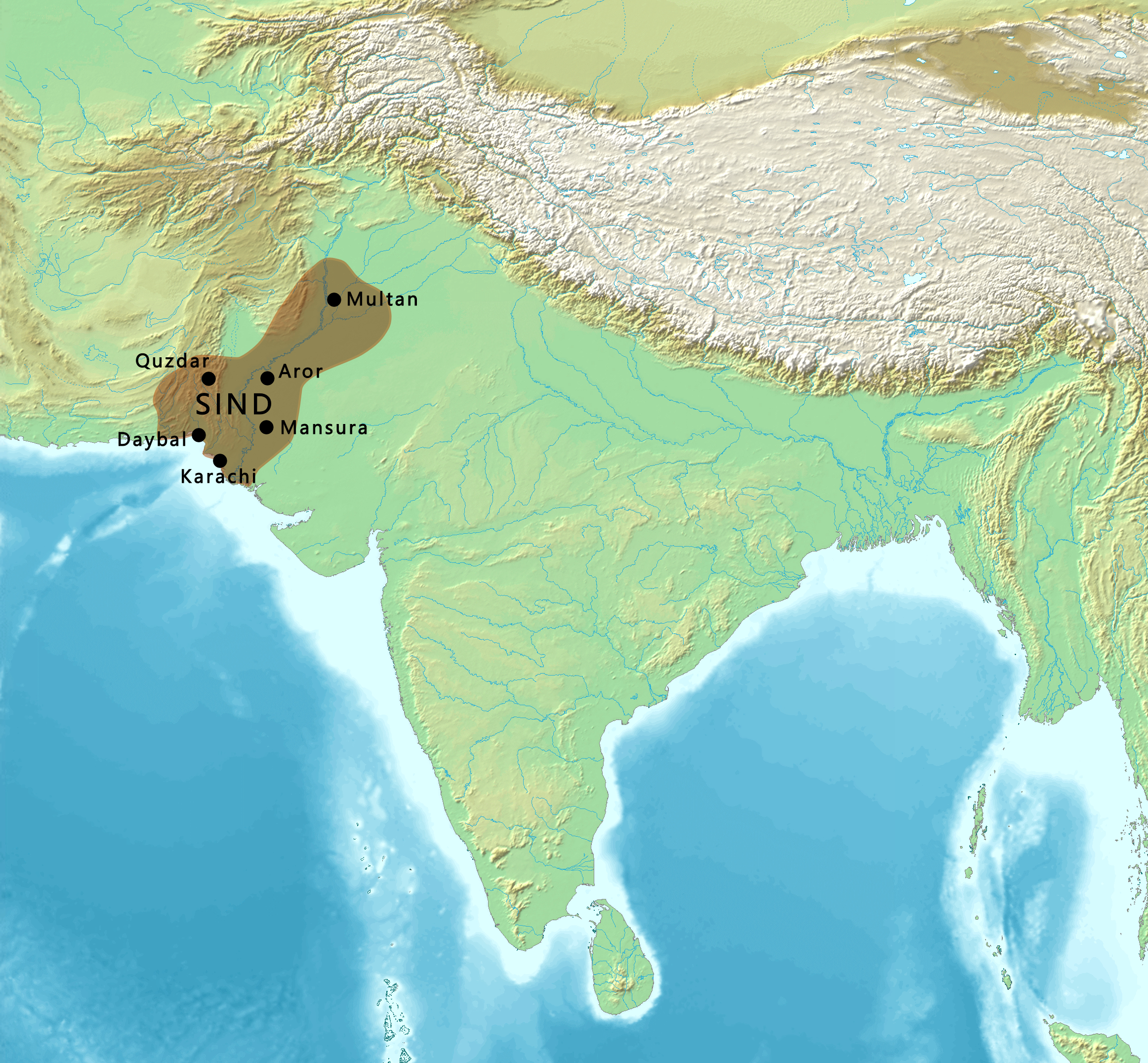
이슬람 칼리파국 치하 아랍령 신드의 영역.

712년, 우마이야 왕조의 장군인 무함마드 빈 카심은 브라만 왕조를 멸망시키고 신드 지역을 이슬람 지배 영토에 추가시켰다. 이것은 인도 아대륙에서의 이슬람 정복을 알리는 첫 신호탄이었다. 그러나 여전히 이 지역에서는 토착 종교가 우세했는데, 그 중심지인 아로르를 기점으로 남부에서는 불교, 북부에서는 힌두교가 각각 지배적이었다.
중동에 근거지를 둔 이슬람 칼리파국의 지배는 8세기경 들어선 압바스 왕조 시기까지 이어졌으나, 압바스 왕조의 지배력이 9세기에 들어 크게 약화되면서 점차 자치 공국들이 할거하기 시작하였다. 그 중에서도 특히 아랍계 합바리 부족이 두각을 나타냈고, 마침내 854년 압바스 칼리파 알 무타와킬은 합바리 부족의 수장 우마르 이븐 압둘 아지즈 알 합바리를 신드 총독으로 봉했다.(합바리 왕조)
이후 압바스 왕조가 튀르크계 군인들의 정권 탈취와 내분으로 완전한 무질서 상태에 돌입하자,  861년 무렵 합바리 통치 하의 신드는 반독립 제후국 상태로 변모했다. 다만 그들은 명목상으로는 바그다드의 아바스 칼리파에게 계속 충성을 맹세했다. 합바리 왕조는 1026년까지 신드 지역을 통치했다.

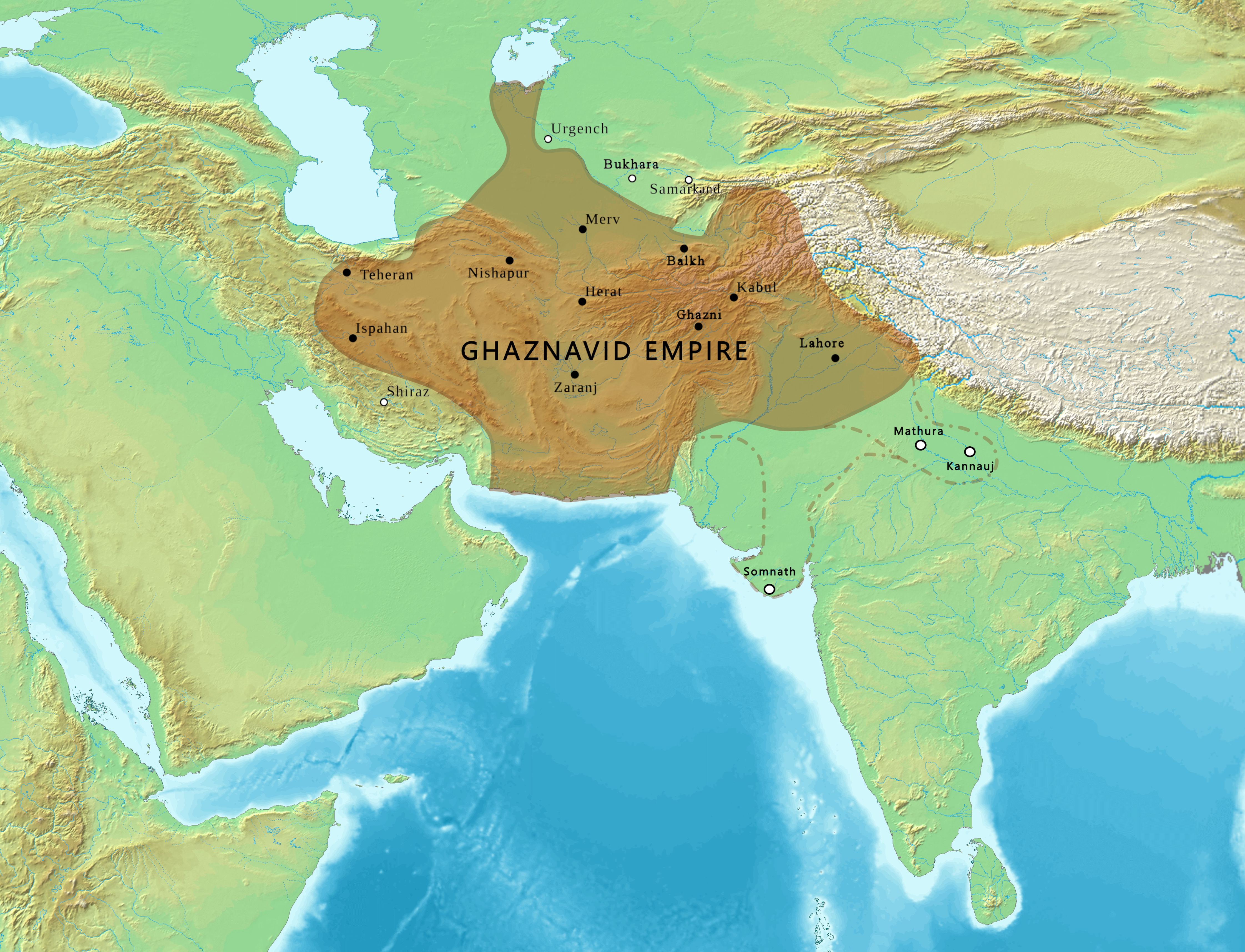
가즈나 왕조의 영토

1026년, 튀르크계 가즈나 왕조의 술탄 마흐무드가 인도 방면으로 침입했는데, 그의 공격을 받은 지역 가운데 신드도 있었다. 마흐무드는 합바리 왕조의 수도였던 만수라를 파괴하고, 신드를 제국의 영토로 합병하여 아랍의 신드 통치를 종식시켰다. 12세기의 아랍 학자 아븐 알 아티르와 14세기의 아랍 역사가 이븐 칼둔은 합바리 왕조의 몰락을 가즈니의 술탄 마흐무드에게 돌렸다.
11세기 초, 가즈나 왕조가 셀주크 제국에게 패배하고 쇠퇴한 이후 인도 북서부 지역에는 일종의 권력 공백이 생겨났다. 1026년경 신드 지역에서는 시아파 이슬람계 수므라 왕조가 성립되었고, 곧 지역 강국으로 자리매김했다. 그들은 14세기까지 그 지역을 지배했다.
가즈나 왕조와 구르 왕조는 수므라 왕조와 함께 11~12세기 초에 걸쳐 신드 일부 지역(아마도 북부)을 계속 통치했다. 정확한 위치는 아직 알려져 있지 않지만, 수므라 왕조는 아마도 인더스 강 하구(남부)에 근거지를 두고 통치했을 것이다. 13세기 구르 왕조가 호라즘 제국에게 멸망한 이후 들어선 델리 술탄국(노예 왕조) 또한 신드 지역에 영향력을 행사했으나, 그 방법은 이전의 두 왕조보다는 다소 간접적이었다. 당시 수므라 왕조의 왕이었던 시뭇딘 차미사르가 델리 술탄 일투트미쉬에게 항복했는데, 그는 그 보답으로 술탄국의 봉신으로서 계속 신드를 통치할 수 있도록 허락받았다.
1335년, 삼마라 불리는 부족 공동체가 수므라 왕조를 전복시키고 삼마 왕조를 설립했고, 마지막 수므라 통치자는 델리 술탄 무함마드 빈 투글루크의 보호 아래 구자라트로 망명했다. 무함마드 빈 투글라크는 1351년 신드로의 원정을 떠났다가 죽었는데, 이것은 아마도 이 지역에서의 수므라 왕조 통치를 회복시키려는 시도였을지도 모른다.
일련의 사건들로 인해 삼마 왕조는 델리 술탄국의 지배 아래에서 벗어나게 되었다. 무함마드 빈 투글루크의 후계자 피루즈 샤 투글루크는 1365년과 1367년 2차례에 걸쳐 신드를 공격했지만 결과적으로는 실패로 돌아갔다. 다만 성과가 없었던 것은 아니었고, 삼마 왕조를 일시적으로 제국의 영향권 아래 넣을 수는 있었다. 이후 델리 술탄국이 티무르의 침입으로 무너지자 삼마 왕조는 완전히 독립하게 되었다.
삼마 왕조는 인도-이슬람 건축 양식의 발전에 큰 기여를 했고, 웅장하고 화려한 수많은 건축 문화유산들을 남겼다. 그 중 가장 유명한 것은 마클리 무덤군으로, 약 10평방 킬로미터 크기의 왕족들을 위한 네크로폴리스이다.
15세기 후반, 튀르크계 아르군 부족이 아프가니스탄에서 신드로 이동하여 삼마 왕조를 전복시키고 아르군 왕조를 설립했다.

### 근대
16세기 후반, 신드는 무굴 황제 아크바르에 의해 정복되어 무굴 제국의 수바로 편입되었다. 이전의 삼마 왕조와 아르군 왕조의 수도로 기능했던 타타는 무굴 수바 시기에도 여전히 수도 역할을 계속했다. 1707년 아우랑제브가 사망하면서 무굴 제국이 쇠퇴하기 시작한 이후, 신드에서의 무굴 통치는 타타를 거점으로 남부에서 18세기 초까지 계속되었으나, 북부에서는 신드 토착 부족들을 중심으로 반독립적인 칼호라 왕조가 성립되어 18세기 중후반까지 통치하였다.

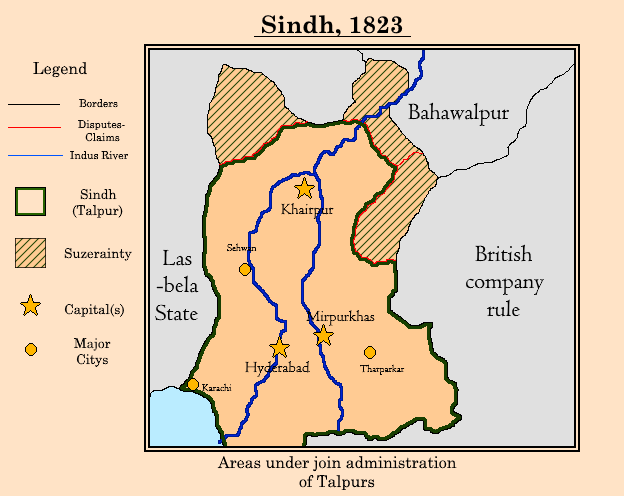
탈푸르 왕조 치하 신드의 영역. 오늘날 신드주 영역과 별 차이가 없다.

1783년, 발루치스탄 토착 부족들(발루치인) 중 하나였던 탈푸르족이 신드로 이동하여 칼호라 왕조를 패배시키고 탈푸르 왕조를 세웠다. 이후 탈푸르 왕조는 하이데라바드, 카이르푸르, 미르푸스 하스, 탄도 무함마드 칸을 지배하는 4개 분파로 나뉘어졌다. 지배 기간 동안 그들은 두라니 제국에게 종속되어 있었고, 두라니 제국의 샤에게 경의를 표해야 했다.
1843년, 탈푸르 왕조는 미아나 전투와 두보 전투에서 영국에게 패배했고, 신드 지역은 영국령 인도의 영국 직할령으로 편입되었다. 그러나 신드 북부의 탈푸르 카이르푸르 분파는 인도 번왕국으로써 영국 통치 기간 동안 어느 정도의 주권을 유지했다.
1947년, 영국이 인도에서 철수한 이후 파키스탄 자치령이 건국되었는데, 신드 지역에서 통치권을 유지하고 있던 탈푸르 왕조는 이에 합류하기로 결정했다. 이후 1955년에 탈푸르 신드는 완전히 서파키스탄으로 합병되었다.

### 영국령 인도 치하 신드

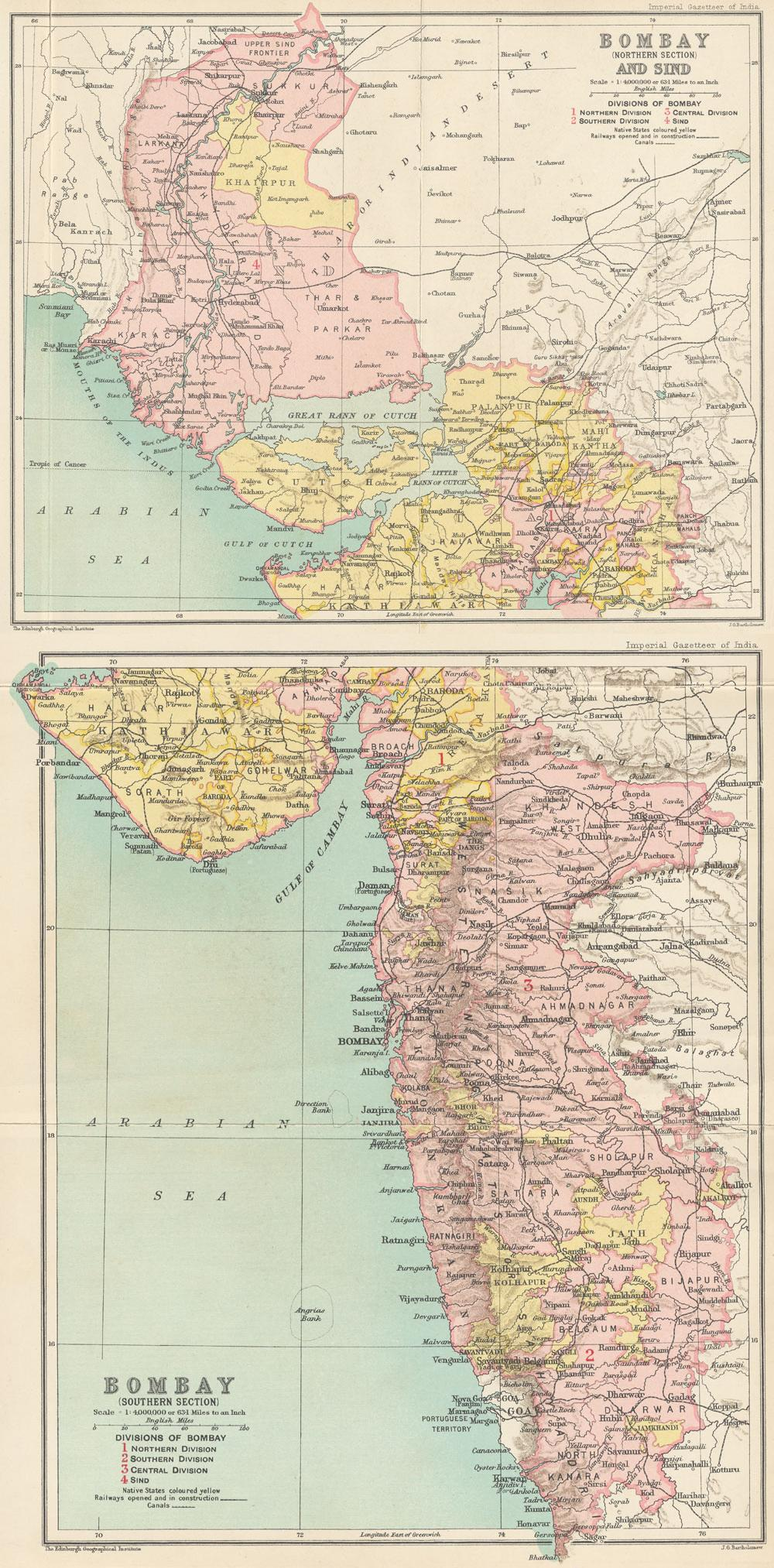
1909년 당시 봄베이 주의 영역. (분홍색은 영국 직할령이고, 노란색은 인도 번왕국이 통치하던 영토였다)

영국은 1843년 신드를 정복했다. 찰스 제임스 네이피어 장군은 라틴어로 'Peccavi'(나는 죄를 지었다)라는 한 마디의 전보를 통해 인도 총독에게 승리를 보고했다고 한다. 이를 영어로 풀이하면 'I have sinned'인데, 이는 죄를 저질렀음을 뜻하는 Sin과 Sindh(신드)의 발음이 유사한 것을 이용한 일종의 언어 유희였다. 즉, 실제로 그는 'I have Sindh(신드 지역을 얻었다)'라고 보고한 것이다.
영국인들은 신드를 통치하면서 2가지 목표를 수립했는데, 하나는 영국 지배권의 강화이고, 나머지 하나는 신드를 영국 시장의 제품 및 원자재의 수입 원천으로 사용하는 것이었다. 영국은 신드를 합병한 지 몇년 후 이를 봄베이 주로 편입시켰다. 그러나 주도였던 봄베이(오늘날 뭄바이)와 신드 사이의 거리는 매우 멀었고, 때문에 지역 격차가 커지면서 신드인들의 불만이 증가하였다. 때때로 신드를 펀자브 지방에 합병하자는 의견이 나왔지만, 이는 영국인들간의 의견 불일치와 신드의 무슬림과 힌두교도 모두가 반대하면서 무산되었다.
이후 신드인들 사이에 봄베이 주와 분리되자는 움직임이 확산되었다. 1913년 열린 인도국민회의 총회에서, 한 신드 출신 힌두교도는 신드가 독특한 문화적 성격을 가지고 있다는 것을 이유로 봄베이 주에서 신드를 분리해줄 것을 요구했다. 이것은 신드에서 지배적인 힌두교 상업 계급이 영국령 인도 치하에서 무역항으로 번영을 누리던 봄베이와 경쟁하는 것에 큰 위협을 느낀 것을 반영한 것이기도 했다. 또한 토착 무슬림 엘리트들과 신흥 무슬림 중산층들은 그들 자신의 이익을 위한 보호책으로써 봄베이 주로부터의 분리를 요구했다. 반면 신드의 하층 힌두교도들은 봄베이로부터의 분리에 크게 반대했다.
비록 신드는 인도의 다른 지역들 보다 훨씬 깨끗한 공동체적 화합의 기록을 가지고 있으며, 무슬림과 힌두교도들이 모두 참여한 수피즘을 바탕으로 종교적 혼합주의, 공동체적 관용의 문화가 존재했지만, 이 시기에 몇몇 무슬림들은 힌두교적 상업 차별 요소인 와데라(waderas), 그리고 바니아(banias)를 도입하여 힌두인들을 매우 탄압했다. 경제적으로 착취당한 무슬림 또한 이에 합류하여 신드의 힌두교도 농민들을 탄압하기도 했다.
한편, 1920년대에 신드의 정치 흐름은 카라치에서 킬라파트 운동의 영향력이 커지면서 특징지어졌다. 신드에서 살아가고 있던 수피즘 성인의 후손들 대부분이 오스만 칼리파의 수호를 선전하는 이 운동에 가담했을 뿐만 아니라 막대한 지원을 해주었다. 곧 신드는 킬라파트 운동의 최전선에 서게 되었다.
마침내 1936년, 신드는 봄베이 주로부터 분리되었다. 그러나 이후 열린 신드의 첫 지방 선거는 종교&문화의 이질성 및 경제적 불평등과 결합한 사회적 문제들이 정치와 연관됨으로써 큰 실패로 끝났다. 영국의 정책으로 인해 수십년 동안 신드의 많은 경작지가 무슬림들로부터 힌두교도들에게로 이전되었고, 힌두교도들의 성지 인근에 세워진 모스크를 두고 서로 싸우기도 했다. 신드 무슬림 연맹은 이러한 상황을 악용하여 모스크를 무슬림들에게 돌려달라고 선동했다. 결국 무슬림 연맹 회원 1천 명이 투옥되었다.
이후 영국은 무슬림들에게 모스크를 돌려주었다. 봄베이 주에서 신드가 분리되면서 발언에 힘이 실렸던 무슬림들은 이 사건을 계기로 더욱 힘을 키우게 되었고, 많은 신드의 이슬람주의자들이 파키스탄 운동을 지지하게 되었다. 이러한 흐름의 중심에는 무함마드 알리 진나가 있었다. 비록 저명한 신드 무슬림 민족주의자였던 굴람 무타자 사예드(Ghulam Murtaza Syed)가 1940년 중반에 진나와의 관계 악화로 전인도 무슬림 연맹을 탈퇴하기는 했지만, 대다수의 신드 무슬림들은 압도적으로 파키스탄의 건국을 지지했다. 마침내 1946년, 무슬림 연맹원들은 그들이 염원하던 파키스탄의 건국을 두 눈으로 지켜볼 수 있게 되었다.

## 인구
| 인구 통계학적 지표            | 비율   |
| ----------------------------- | ------ |
| 도시 인구                     | 52.02% |
| 농촌 인구                     | 47.98% |
| 인구증가율                    | 2.41%  |
| 성비(여성 100명 당 남성 비율) | 108.58 |
| 경제활동인구                  | 22.75% |

| 연도                                                | 인구       | ±%     |
| --------------------------------------------------- | ---------- | ------ |
| 1891                                                | 2,875,100  | —      |
| 1901                                                | 3,210,910  | +11.7% |
| 1911                                                | 3,513,435  | +9.4%  |
| 1921                                                | 3,472,508  | −1.2%  |
| 1931                                                | 4,114,253  | +18.5% |
| 1941                                                | 4,840,795  | +17.7% |
| 1951                                                | 6,047,748  | +24.9% |
| 1961                                                | 8,367,065  | +38.4% |
| 1972                                                | 14,155,909 | +69.2% |
| 1981                                                | 19,028,666 | +34.4% |
| 1998                                                | 29,991,161 | +57.6% |
| 2017                                                | 47,854,510 | +59.6% |
| Source: Census in Pakistan, Census of British Raj:7 |            |        |

신드는 0.628%로 파키스탄의 모든 주들 가운데 두 번째로 높은 인간 개발 지수를 가지고 있다. 2017년 파키스탄 인구 조사에 따르면 신드에 거주하고 있는 인구는 4,790만 명이다.
이 지역의 주요 민족은 신드인이지만, 다른 민족들도 상당히 존재한다. 우르두어를 사용하는 무하지르인들은 주 전체 인구의 18% 이상을 차지하며, 펀자브어 사용 인구는 5.31%, 파슈툰어 사용 인구는 5.46%이다.

## 종교
신드의 이슬람교는 712년 무함마드 빈 카심의 침입을 시작으로 하여 유구한 역사를 가지고 있다. 시간이 지남에 따라, 특히 농촌 지역 인구의 대다수가 이슬람교로 개종했다. 오늘날 무슬림 인구 비율은 90%에 달하며 농촌보다 도시에서 훨씬 우세하다.
신드 이슬람의 특징은 시인 샤 압둘 라티프 비타이와 같은 수많은 이슬람 성인, 그리고 신비주의자들 등 수피즘의 영향을 강하게 받았다는 것이다. 이를 나타내는 전설 중 하나로 125,000명의 수피즘 교도들과 신비주의자들이 마클리 무덤군에 묻혀 있다는 이야기가 있다. 한편 신드의 수피즘 발전은 다른 이슬람 세계에서의 수피즘 발전과 유사한 양상이 나타난다. 16세기에는 카드리아와 나크쉬반디아라는 두 개의 수피즘 교단이 신드에 도착했다. 오늘날에도 수피즘은 신드 이슬람교도들의 일상에서 계속 중요한 역할을 하고 있다.
1941년 인도 분할 이전에 실시된 마지막 인구 조사에서 신드의 총 인구는 4,840,795명이었는데, 그 중 3,462,015명(71.5%)가 무슬림이었고, 1,279,530명이 힌두교도였으며, 나머지는 토착 부족 종교 신자들, 시크교도, 기독교도, 조로아스터교도, 자이나교도, 유대교도, 불교도였다.
또한 파키스탄 인구 조사 보고서에 따르면, 신드는 전체 인구의 8.7%인 약 420만 명(또는 농촌 인구의 13.3%)이 힌두교를 믿는 힌두교도로서 파키스탄 주들 가운데 가장 높은 힌두교도 인구 비율을 가지고 있다. 이 수치에는 신드 전체의 1.7%(또는 농촌 인구의 3.1%)에 달하는 예비 카스트 인구도 포함되어 있으며, 일부 지역 사회 구성원들이 힌두교가 아님에도 주요 힌두교 범주에 포함되어 있는 등 대개 과소 평가됐다고 여겨진다. 그러나 파키스탄 힌두 평의회는 신드주에 약 6,842,526명의 힌두교도가 거주하고 있으며, 이 지역 인구의 약 14.29%를 차지한다고 주장했다. 타르 사막의 우메르콧 지구는 파키스탄에서 유일하게 힌두교도가 다수를 차지하고 있는 지역이다. 파키스탄에서 두 번째로 거대한 힌두교 순례지인 탄도알라야르에 잇는 슈리 라마피르 사원 역시 신드에 위치한다. 또한 신드주는 파키스탄에서 힌두교식 결혼을 보장하는 별도의 법이 있는 유일한 주이기도 하다.
| \| 2017년 인구조사에 따른 신드주의 종교 분포 비율 \| 2017년 인구조사에 따른 신드주의 종교 분포 비율 \| 2017년 인구조사에 따른 신드주의 종교 분포 비율 \| 2017년 인구조사에 따른 신드주의 종교 분포 비율 \| 2017년 인구조사에 따른 신드주의 종교 분포 비율 \| \| ---------------------------------------------- \| ---------------------------------------------- \| ---------------------------------------------- \| ---------------------------------------------- \| ---------------------------------------------- \| \| \| \| \| \| \| \| 이슬람교 \| 이슬람교 \| \| 90.34% \| 90.34% \| \| 힌두교 \| 힌두교 \| \| 8.73% \| 8.73% \| \| 기독교 \| 기독교 \| \| 0.85% \| 0.85% \| \| 아마디야교 \| 아마디야교 \| \| 0.05% \| 0.05% \| |            |  |        |        |
| 2017년 인구조사에 따른 신드주의 종교 분포 비율 |            |  |        |        |
| |            |  |        |        |
| 이슬람교 | 이슬람교   |  | 90.34% | 90.34% |
| 힌두교 | 힌두교     |  | 8.73%  | 8.73%  |
| 기독교 | 기독교     |  | 0.85%  | 0.85%  |
| 아마디야교 | 아마디야교 |  | 0.05%  | 0.05%  |

| 종교           | 1921                | 1931                 | 1941                 | 1951                 | 1998                  | 2017                  |
| -------------- | ------------------- | -------------------- | -------------------- | -------------------- | --------------------- | --------------------- |
| 이슬람교       | 2,562,700명 (73.8%) | 3,017,377명 (73.34%) | 3,462,015명 (71.52%) | 5,535,645명 (91.53%) | 27,796,814명 (91.32%) | 43,234,107명 (90.34%) |
| 힌두교         | 876,629명 (25.24%)  | 1,055,119명 (25.65%) | 1,279,530명 (36.43%) | 482,560명 (7.98%)    | 2,280,842명 (7.49%)   | 4,176,986명 (8.73%)   |
| 기독교         | 11,734명 (0.34%)    | 15,152명 (0.37%)     | 20,304명 (0.42%)     | 22,601명 (0.37%)     | 294,885명 (0.97%)     | 408,301명 (0.85%)     |
| 토착 부족 종교 | 8,136명 (0.24%)     | 204명 (0%)           | 37,598명 (0.78%)     |                      |                       |                       |
| 시크교         | 8,306명 (0.08%)     | 19,172명 (0.47%)     | 32,627명 (0.67%)     |                      |                       |                       |
| 조로아스터교   | 2,913명 (0.08%)     | 3,537명 (0.09%)      | 3,841명 (0.08%)      | 5,046명 (0.08%)      |                       |                       |
| 자이나교       | 1,534명 (0.04%)     | 1,144명 (0.03%)      | 3,687명 (0.08%)      |                      |                       |                       |
| 유대교         | 671명 (0.02%)       | 53명 (0.001%)        | 111명 (0.02%)        | 670명 (0.01%)        |                       |                       |
| 불교           | 41명 (0.001%)       | 53명 (0.001%)        | 670명 (0.01%)        |                      |                       |                       |
| 아마디야교     |                     |                      |                      |                      | 43,524명 (0.14%)      | 21,661명 (0.05%)      |
| 기타           | 64명 (0.02%)        | 1,510명(0.04%)       | 0 (0%)               | 1,226명 (0.02%)      | 23,828명 (0.08%)      | 13,455명 (0.03%)      |
| 총인구         | 3,472,508명         | 4,114,253명          | 4,840,795명          | 6,047,748명          | 30,439,893명          | 47,854,510명          |

## 언어
신드 주의 언어(2017년 조사)
2017년 인구 조사에 따르면, 신드에서 가장 널리 사용되는 언어는 신드어로, 신드 거주 인구의 약 62%가 사용하는 제 1언어이다. 그 뒤로 우르두어(18%), 파슈토어(5.5%), 펀자브어(5.3%), 사라이키어(2.2%), 발루치어(2%), 힌드코어(1.6%)가 있다.
나머지 소수 언어로는 쿠치어, 구자라트어, 에어, 바그리어, 바야어, 브라후이어, 다키어, 케라어, 고아리아어, 구르굴라어, 자드갈리어, 얀다브라어, 조기어, 카부트라어, 카치콜리어, 파카리콜리어, 와디야리콜리어, 로아르키어, 마우와리어, 산시어, 바그흐리어 등이 있다.
카라치는 신드에서 가장 다민족적인 도시이다. 신드어 화자가 카라치 인구의 8~10%를 차지하고, 파슈툰어, 우르두어 화자들이 그 다음으로 많다.

## 지리와 자연

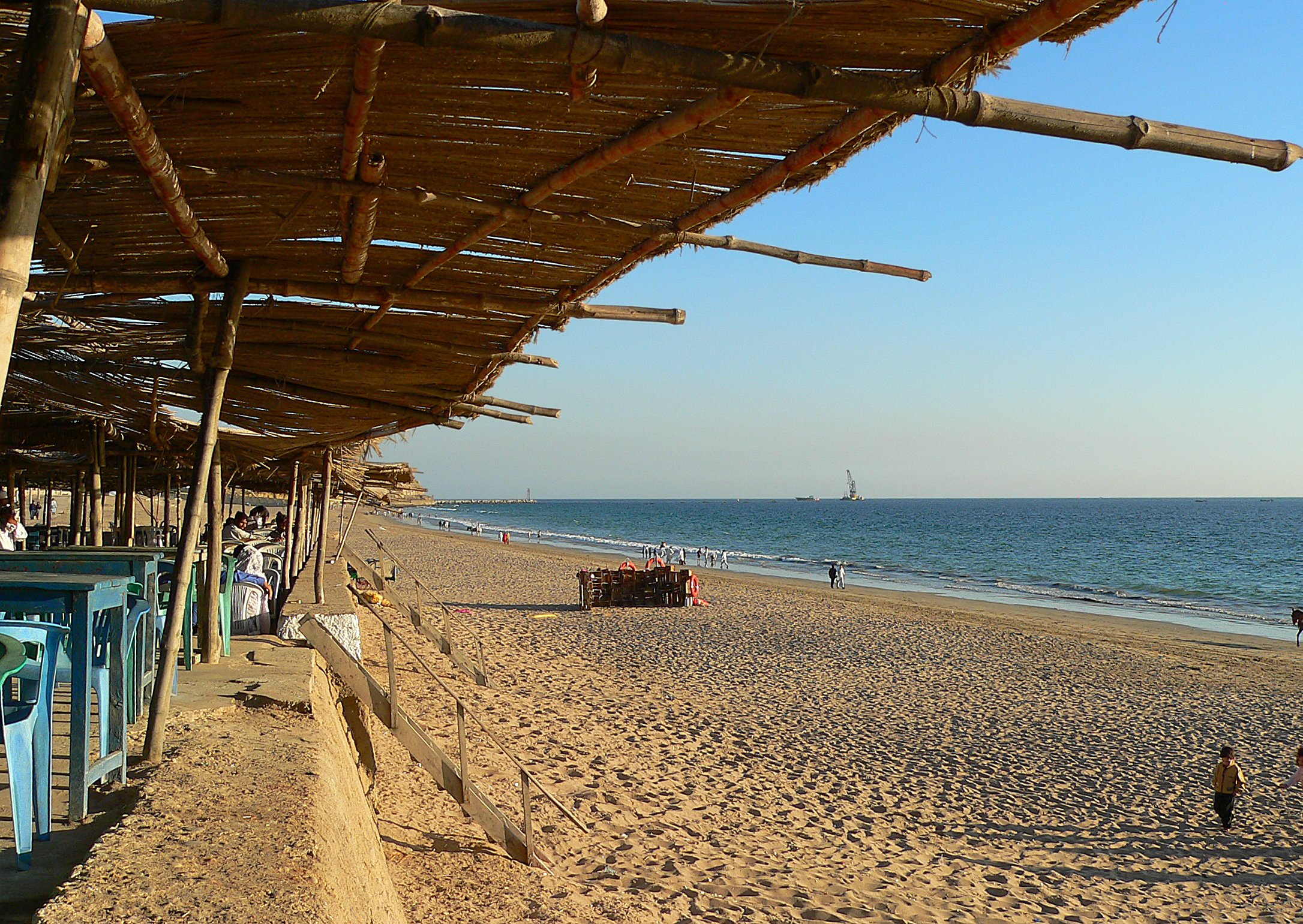
카라치 남부의 마노라 반도에 있는 해변 풍경

신드는 남아시아의 서쪽 구석에 있으며, 그보다 더 서쪽의 이란고원과 접해 있다. 지리적으로 파키스탄에서 3번째로 크며, 남북으로 약 579 km, 동서로 약 442 km 또는 281 km(평균)에 달한다. 동쪽으로는 타르 사막, 서쪽으로는 키르타르산맥, 남쪽으로는 아라비아해와 쿠치 염습지와 접해 있다. 중부에는 인더스강을 따라 비옥한 평야가 펼쳐져 있다.

키르타르 국립공원에서 발견된 투르크만 야생 염소.

신드는 3개의 주요 지리적 지역으로 구분되는데, 세이완에서 북부 끝까지의 '시로(Siro)'라고도 불리는 상부 신드, 세이완에서 하이데라바드까지의 '라루(Lāṟu)'라고도 불리는 중부 신드, 그리고 하이데라바드에서 남부 끝까지의 인더스강 삼각주 지역, 즉 하부 신드가 있다.

## 동식물

### 동물 개체군
최근에 들어 신드의 많은 동물들이 인간의 욕망으로 인해 사라져가고 있다. 표범은 이제 희귀해졌으며, 아시아 치타는 멸종했다. 동부 사막 지역의 피르랑(큰 호랑이 고양이/낚시 고양이) 또한 마찬가지이다.
그럼에도 아직 수많은 야생동물들이 신드에 남아있다. 사슴은 남부의 바위 평원 및 동부 지역에서 발견되며, 줄무늬 하이에나, 자칼, 여우, 고슴도치와  회색 몽구스 또한 마찬가지이다. 붉은 시라소니/카라칼 고양이라고도 불리는 신디페카리는 일부 지역에서 발견된다. 파르토(호그 사슴)와 야생 곰은 대부분 중앙의 평원 지대에 서식한다. 박쥐, 도마뱀, 파충류 또한 서식하는데, 코브라와 살모사, 그리고 타르 지역의 희귀 뱀(신드크라이트)이 있다. 이들로 인해 다수의 희생자가 발생하기도 했다. 2003년, 발루치스탄 국경 인근의 키르타르 산맥에서 아시아 치타의 목격담이 나왔다. 멸종위기종이기도 한 후바라 부스타드는 휴식과 짝짓기에 적합한 신드에서 서식하는데, 안타깝게도 이들은 밀렵으로 개체수가 빠르게 줄어들고 있다.
악어는 희귀하며 인더스 강과 카라치 해역에서만 서식한다. 다양한 종류의 해양 물고기 외에도 자두 돌고래, 부리 돌고래, 흰긴수염고래, 홍어 등이 신드 연안이나 해안에서 자주 출몰한다. 바다 물고기인 팔로(Sable fish)는 알을 낳기 위해 매년 2~4월에 인더스 강을 거슬러 올라간다. 인더스 강 돌고래는 파키스탄에서 가장 멸종위기에 처한 종 가운데 하나이며, 신드 북부의 인더스 강 중상류 즈음에서 발견된다.
신드의 대부분은 반건조 기후지만, 해안과 강가의 밀림, 거대한 담수 호수, 산과 사막 등 다양한 기후대의 자연 환경이 위치해 있으며, 파키스탄 정부기 세계자연기금 및 신드 야생동물국과 같은 단체들과 협력하여 설립한 국립공원이 있기 때문에 수많은 야생 동물들이 서식하고 있다. 특히 키르타르 산맥에 위치한 키르타르 국립 공원은 그 면적이 3000km2 이상에 달하여, 사막과 나무, 숲, 호수에 걸쳐 있다. 여기서는 신드 아이벡(투르크만 야생 염소), 인도 영양, 야생 양(우리알), 흑곰 등을 볼 수 있다. 신디페카리, 페들라소니, 카라칼 고양이도 가끔 목격된다. 댐 근처에 있는 지역에서는 호랑이와 아시아 코끼리가 살고 있다. 바다에서 육지로 몬순 바람이 불어오는 7~11월 사이, 올리브 리들리 거북이들은 바다 쪽에서 알을 낳는다. 어미 거북이들은 알을 낳아서 모래 밑에 묻힌 채로 놔두게 하는데, 이들은 보호종이라서 최근에는 개체수를 늘리기 위해 관계자들이 알들이 부화하기 전까지 포식자들로부터 지켜주고 있다.

### 식물 개체군
신드는 오래전부터 관개 농업이 진행된 인더스 강 유역의 평야 지역 빼고는 식물이 거의 살지 못하는 건조 지역이다. 서부의 구릉-암반 지대는 야자나무, 테코멜라(사막티크), 아카시아 루페스트리스 등이 대표적인 식물종이다. 중부의 인더스 계곡에서는 아카시아 닐로티카가 가장 많이 자라며 강가 주변의 울창한 숲을 이룬다. 아자디라흐타 인디카, 지피시스 불가리스, 타마릭스 오리엔탈리스, 카파리스 아필라 또한 흔한 나무 종이다.

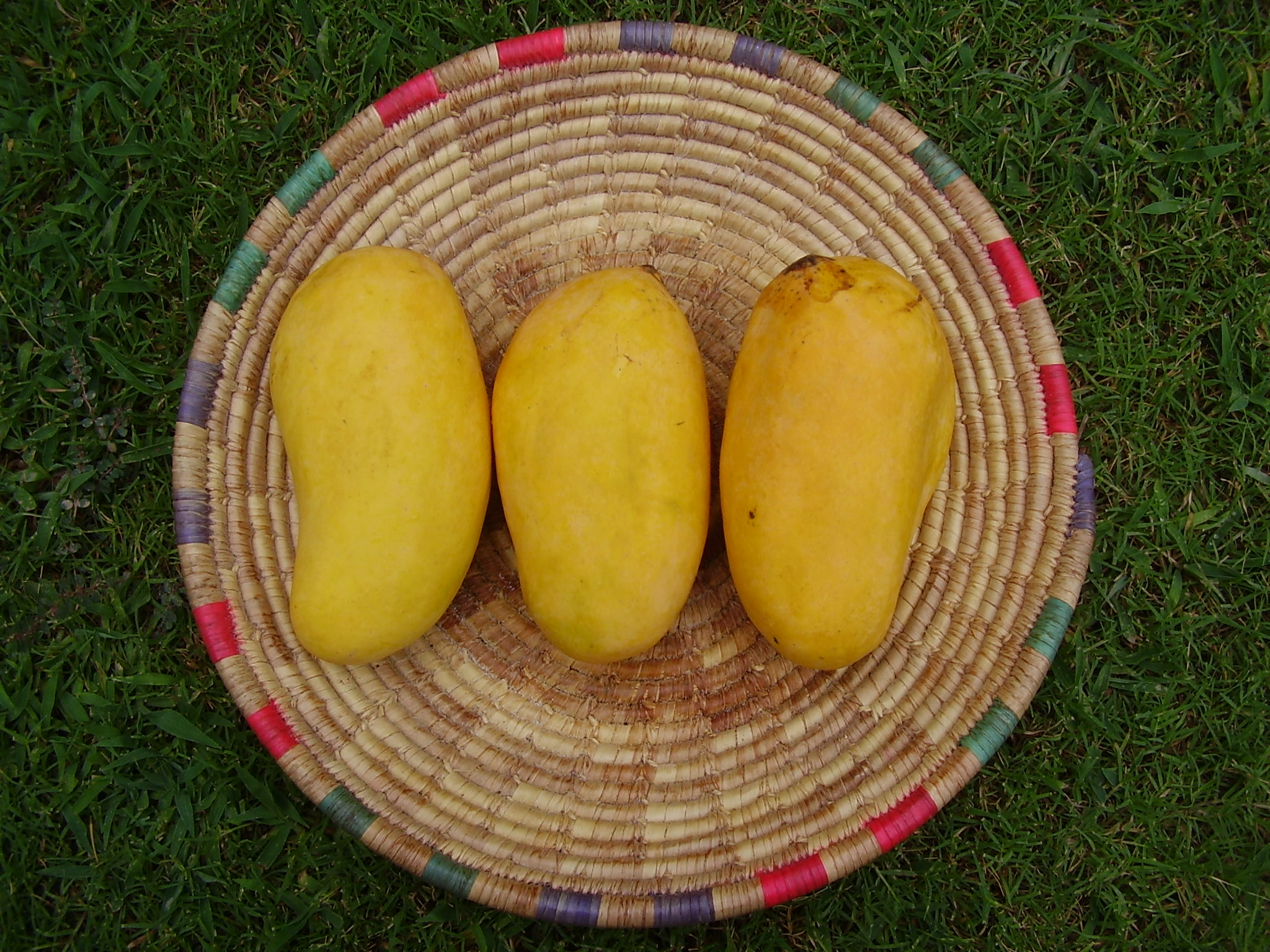
신드에서 생산되는 신드리 망고는 매우 달콤하고 향기로운 것이 특징이며, 세계 10대 망고 품종 중 하나로 여겨진다.

망고, 대추야자, 그리고 최근에 도입된 바나나, 구아바, 오렌지, 사포딜라 등의 종들은 대표적인 과실 나무이다. 반수생 식물과 수생 식물이 풍부한 해안지대, 개울, 해안 인더스 삼각주 섬 등에는 아비센니아 토멘토 및 세리옵스 캔돌레아나 숲이 있다. 수련은 수많은 호수와 연못, 특히 하부 신드 지역에서 풍부하게 자생한다.

## 기후
신드는 열대~아열대 지역에 위치해 있으며, 여름에는 덥고 겨울에는 따뜻하다. 기온은 5월에서 8월 사이에 46°C 이상으로 자주 상승하고, 북부와 해발 고도가 높은 지역에서는 12월과 1월에 최저 평균 기온 2°C으로 내려간다. 연간 강우량은 평균 약 177.8m이며, 주로 7월과 8월에 집중된다. 남서 계절풍은 2월 중순부터 시작되어 9월 말까지 계속되고, 그 이후의 겨울철에는 시원한 북풍이 분다.

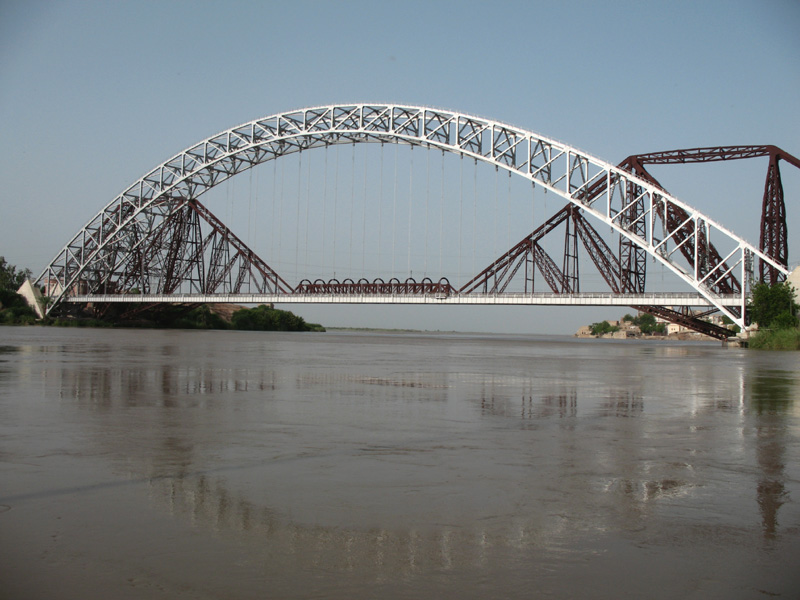
랜스다운 철교

신드는 인도양과 북서쪽에서 불어오는 계절풍, 히말라야 산맥에 의해 방향이 틀어지는 남서 몬순과 후퇴 몬순 사이에 있다. 강우량이 부족하여 건조할 때는 봄과 여름에 히말라야 산맥의 눈이 녹으면서 발생하는 인더스 강의 범람과 몬순기의 강우가 이를 대신해준다.
신드는 시로(Siro, 자코바바드 중심의 상부 신드), 위촐로(Wicholo, 하이데라바드 중심의 중부 신드), 그리고 라르(카라치 중심의 하부 신드)라는 3개의 기후 지역으로 나뉜다. 열 적도가 일반적으로 공기가 매우 건조한 상부 신드 지역을 통과하므로, 상부 신드의 기온은 매우 높다. 중부 신드의 기온은 대체로 상부 신드보다 낮지만 하부 신드보다는 높다. 여름에는 건조한 더운 날과 시원한 밤이 일반적이다. 중부 신드의 최고 기온은 보통 43~44 °C에 달한다. 하부 신드는 여름에는 남서풍, 겨울에는 북동풍의 영향을 받고 습한 해양성 기후 때문에 중부 신드보다 비교적 강우량이 적으며, 최고 기온은 약 35~38 °C에 달한다.

## 주요 도시
| 순위 | 도시          | 인구         | 이미지 |
| ---- | ------------- | ------------ | ------ |
| 1    | 카라치        | 21,910,352명 |        |
| 2    | 하이데라바드  | 1,732,693명  |        |
| 3    | 수쿠르        | 499,900명    |        |
| 4    | 라르카나      | 490,508명    |        |
| 5    | 베나지라바드  | 279,689명    |        |
| 6    | 코트리        | 259,358명    |        |
| 7    | 미르푸르 하스 | 233,916명    |        |
| 8    | 시카르푸르    | 195,437명    |        |
| 9    | 자코바바드    | 191,076명    |        |
| 10   | 카이르푸르    | 183,181명    |        |

## 신드 정부
| 종류 | 상징물                          | 사진 |
| ---- | ------------------------------- | ---- |
| 동물 | 신드 아이벡(투르크만 야생 염소) |      |
| 새   | 블랙 파티리지                   |      |
| 나무 | 아자디라흐타 인디카             |      |

신드 주 의회는 단원제로서 총 168석으로 구성되어 있으며, 그 중 5%는 비이슬람교도, 17%는 여성을 위한 것이다. 주도는 카라치이다. 주지사는 파키스탄 대통령이 지명하고 임명하는 의례적인 대표 역할을 하며, 지방 정부는 국민투표에서 압도적인 득표를 하여 선출되는 최고 장관, 즉 총리가 주도한다. 관료제를 담당하는 지방의 행정 상관은 파키스탄 총리가 직접 임명하는 신드 비서실장이다. 한편 이 지역에서 영향력 있는 부족들은 대부분 파키스탄의 정치에 관여하고 있다.
신드의 정치는 대개 좌파 계열로 기울어져 있고, 정치 문화는 파키스탄에서, 특히 좌파에서 지배적인 위치를 차지하고 있다. 파키스탄 11·13대 총리인 베나지르 부토가 신드주 출신이며, 부토 가문이 지배하는 사회민주주의 좌파 성향의 파키스탄 인민당(PPP)은 신드 지역을 정치 기반으로 한다. 2021년에는 파키스탄 인민당이 신드 주 의석의 88%를 차지할 정도였다. 그러나 최근에는 파키스탄 인민당(PPP)과 파키스탄 무슬림 연맹(PML)에게서 멀어지는 추세인데, 이는 파키스탄 전국 총선에서 확인할 수 있다. 특히 PML은 중도우파 의제로 인해 제한적인 지지만을 받고 있다.
카라치와 하이데라바드와 같은 대도시에서는 민족연합운동(Muttahida Qaumi Movement, 약칭 MQM)이 무하지르인들을 포함한 대다수에게 상당한 득표를 얻고 있다. 민중운동(Awami Tahreek, 약칭 AT)이라 불리는 소수 좌파 정당들도 지방 농촌 지역에서 지지를 얻고 있다.

## 사단
민선 이후인 2008년, 새롭게 구성된 정부는 모든 지방의 세부 구조를 복원하기로 결정했다. 2010년 지방 정부 기관 임기가 끝난 후, 신드에서는 부서 위원 제도가 복원될 예정이었다.

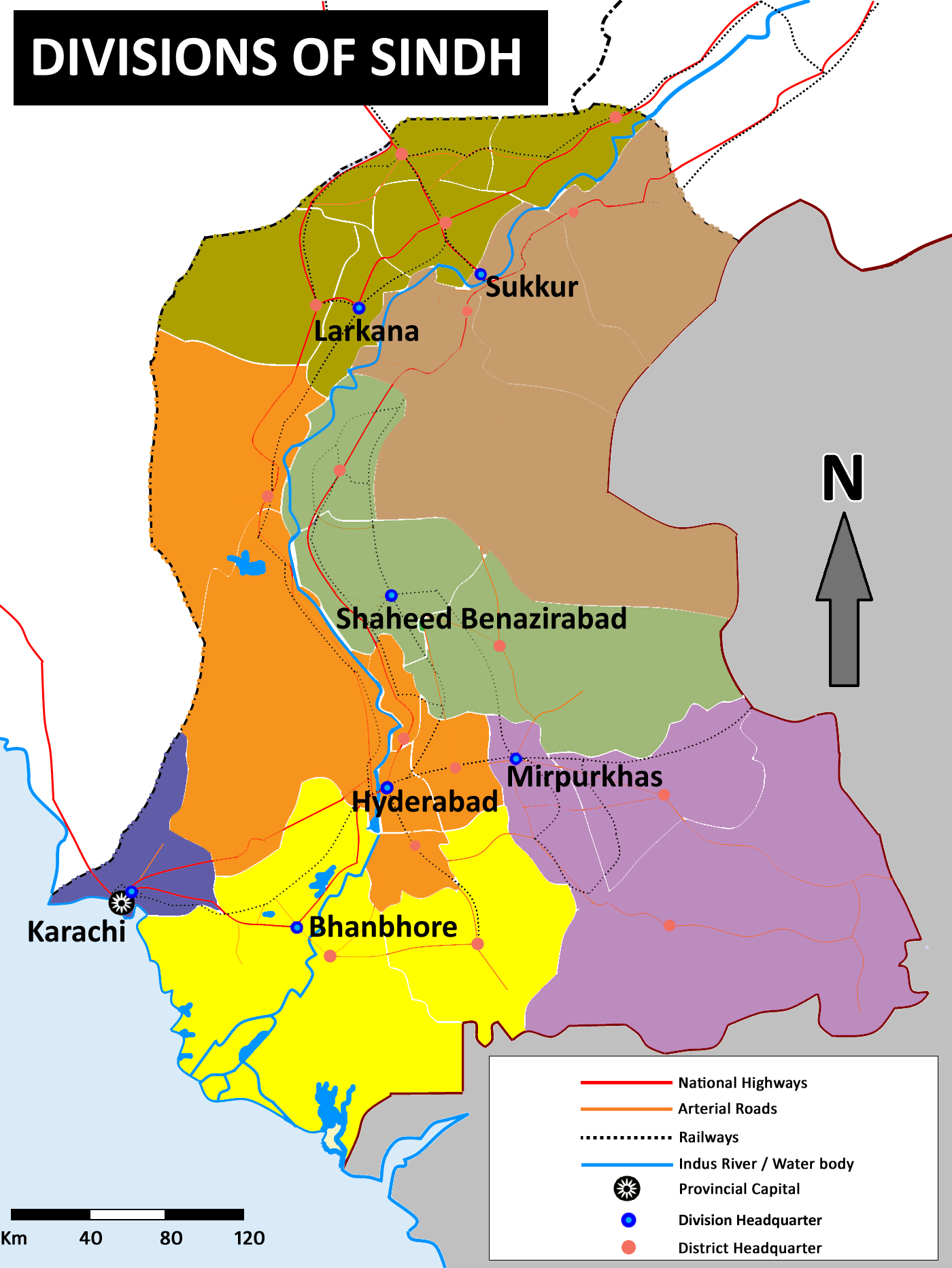
신드의 행정 구역

2011년 7월 카라치에서 발생한 과도한 폭력사태와, 신드에서의 집권당인 파키스탄 국민당 및 다수당의 정치적 분열 이후, MQM의 신드 총재 사임으로 PPP와 신드 정부는 이 지역의 세관급(commissionerate) 행정 체제를 다시 복원하기로 결정했다. 그 결과 신드의 다섯 구역, 즉 카라치(Karachi), 하이데라바드(Hyderabad), 수쿠르(Sukkur), 미르푸르 카스(Mirpurkhas), 라르카나(Larkana)가 각각의 구역과 함께 복원되었다.
카라치 지구는 동부, 서부, 중부, 남부, 말리르 등 5개의 구성 구역으로 분리되었다. 최근 코랑기 구역이 카라치의 제 6구역으로 편입되었다. 이 6개 구역은 현재 카라치 지구를 형성하고 있다. 2020년에 카라치 서부 구역을 분할하여 케마리 지구가 만들어졌다. 현재 신드 정부는 타르파카르 지구를 타르파카르 지구와 치하크로 지구로 나눌 예정이다.

## 신드 내 구역/지구
| 순서    | 구                              | 중심지            | 면적(km2) | 인구(2017년 기준) | 밀도(1인/km2) | 지구                |
| ------- | ------------------------------- | ----------------- | --------- | ----------------- | ------------- | ------------------- |
| 1       | 바딘                            | 바딘              | 6,470     | 1,804,516         | 279           | 반보레              |
| 2       | 다두                            | 다두              | 8,034     | 1,550,266         | 193           | 하이데라바드        |
| 3       | 고트키                          | 고트키            | 6,506     | 1,647,239         | 253           | 수쿠르              |
| 4       | 하이데라바드                    | 하이데라바드      | 1,022     | 2,201,079         | 2,155         | 하이데라바드        |
| 5       | 자코바바드                      | 자코바바드        | 2,771     | 1,006,297         | 363           | 라르카나            |
| 6       | 잠쇼로                          | 잠쇼로            | 11,250    | 993,142           | 88            | 하이데라바드        |
| 7       | 카라치 중부                     | 카라치            | 62        | 2,972,639         | 48,336        | 카라치              |
| 8       | 카슈모어 (구 칸드콧)            | 카슈모어          | 2,551     | 1,089,169         | 427           | 라르카나            |
| 9       | 카이르푸르                      | 카이르푸르        | 15,925    | 2,405,523         | 151           | 수쿠르              |
| 10      | 라르카나                        | 라르카나          | 1,906     | 1,524,391         | 800           | 라르카나            |
| 11      | 마티아리                        | 마티아리          | 1,459     | 769,349           | 527           | 하이데라바드        |
| 12      | 미르푸르 하스                   | 미르푸르 하스     | 3,319     | 1,505,876         | 454           | 미르푸르 하스       |
| 13      | 나우샤흐로 페로제               | 나우샤흐로 페로제 | 2,027     | 1,612,373         | 369           | 샤히드 베나지라바드 |
| 14      | 샤히드 베나지라바드 (구 나왑샤) | 나왑샤            | 4,618     | 1,612,847         | 349           | 샤히드 베나지라바드 |
| 15      | 캄바르 샤바드콧                 | 캄바르            | 5,599     | 1,341,042         | 240           | 라르카나            |
| 16      | 상하르                          | 상하르            | 10,259    | 2,057,057         | 200           | 샤히드 베나지라바드 |
| 17      | 시카르푸르                      | 시카르푸르        | 2,577     | 1,231,481         | 478           | 라르카나            |
| 18      | 수쿠르                          | 수쿠르            | 5,216     | 1,487,903         | 285           | 수쿠르              |
| 19      | 탄도 알라야르                   | 탄도 알라야르     | 1,573     | 836,887           | 532           | 하이데라바드        |
| 20      | 탄도 무함마드 칸                | 탄도 무함마드 칸  | 1,814     | 677,228           | 373           | 하이데라바드        |
| 21      | 타르파카                        | 미티              | 19,808    | 1,649,661         | 83            | 미르푸르 하스       |
| 22      | 댓타                            | 댓타              | 7,705     | 979,817           | 127           | 반보레              |
| 23      | 우메르콧                        | 우메르콧          | 5,503     | 1,073,146         | 195           | 미르푸르 하스       |
| 24 (22) | 수자왈                          | 수자왈            | 8,699     | 781,967           | 90            | 반보레              |
| 25      | 카라치 동부                     | 카라치            | 165       | 2,909,921         | 17,625        | 카라치              |
| 26 (7)  | 카라치 남부                     | 카라치            | 85        | 1,791,751         | 21,079        | 카라치              |
| 27 (7)  | 카라치 서부                     | 카라치            | 630       | 3,914,757         | 6,212         | 카라치              |
| 28 (7)  | 코랑기                          | 코랑기 타운       | 95        | 2,457,019         | 25,918        | 카라치              |
| 29 (7)  | 말리르                          | 말리르 타운       | 2,635     | 2,008,901         | 762           | 카라치              |
| 30 (7)  | 케마리                          | 케마리            |           | 무차입증          |               | 카라치              |

## 경제

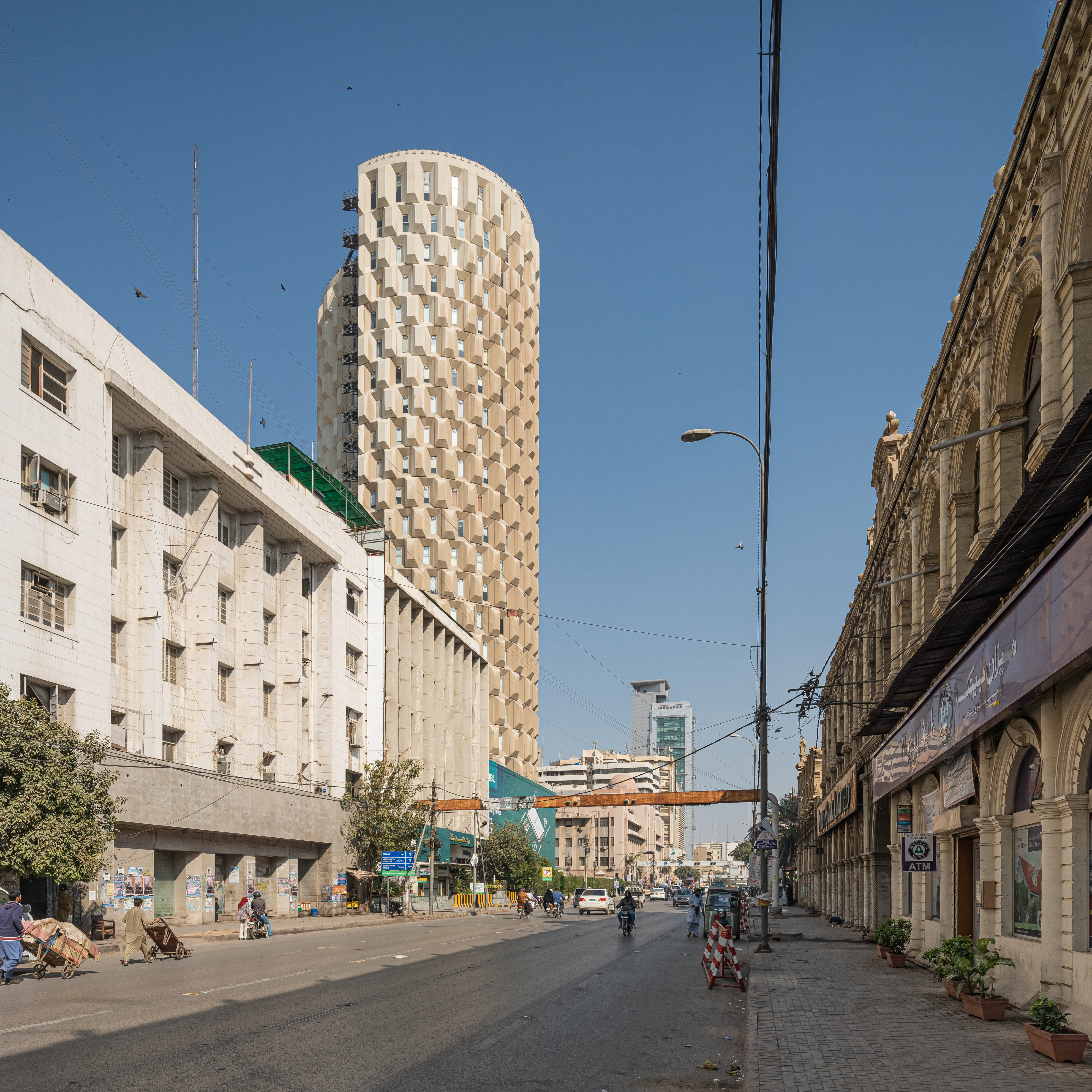
신드 주의 주도 카라치 시내 전경

신드의 경제 규모는 파키스탄의 모든 지방 가운데 두 번째로 크며, 대부분 주 내에서 가장 큰 대도시이자 경제적 중심지인 카라치의 경제에 의해 영향을 받는다. 역사적으로 파키스탄의 GDP에 대한 신드의 기여는 대체로 30%~32.7% 사이였다. 서비스 부문에서 신드가 차지하는 비중은 21%~27.8%, 농업 부문에서는 21.4%~27.7%이다. 가장 많이 차지하는 분야는 제조업인데, 이 분야에서 신드의 점유율은 무려 36.7%~46.5%에 달했다. 1972년 이후 신드의 GDP는 약 3.6배로 증가했다.

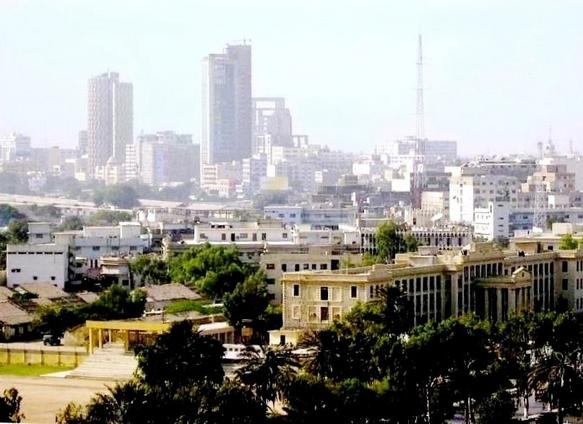
카라치 시내를 바라본 풍경

바다를 면하고 있는 신드는 파키스탄의 주요 경제 활동 중심지이며, 카라치와 그 주변을 중심으로 발달한 중공업과 금융업, 그리고 인더스 강을 따라서 이루어지는 관개 농업에 이르기까지 매우 다양한 경제를 보유하고 있다. 한편 제조업에는 기계, 시멘트, 플라스틱 및 기타 다양한 제품들이 포함된다.

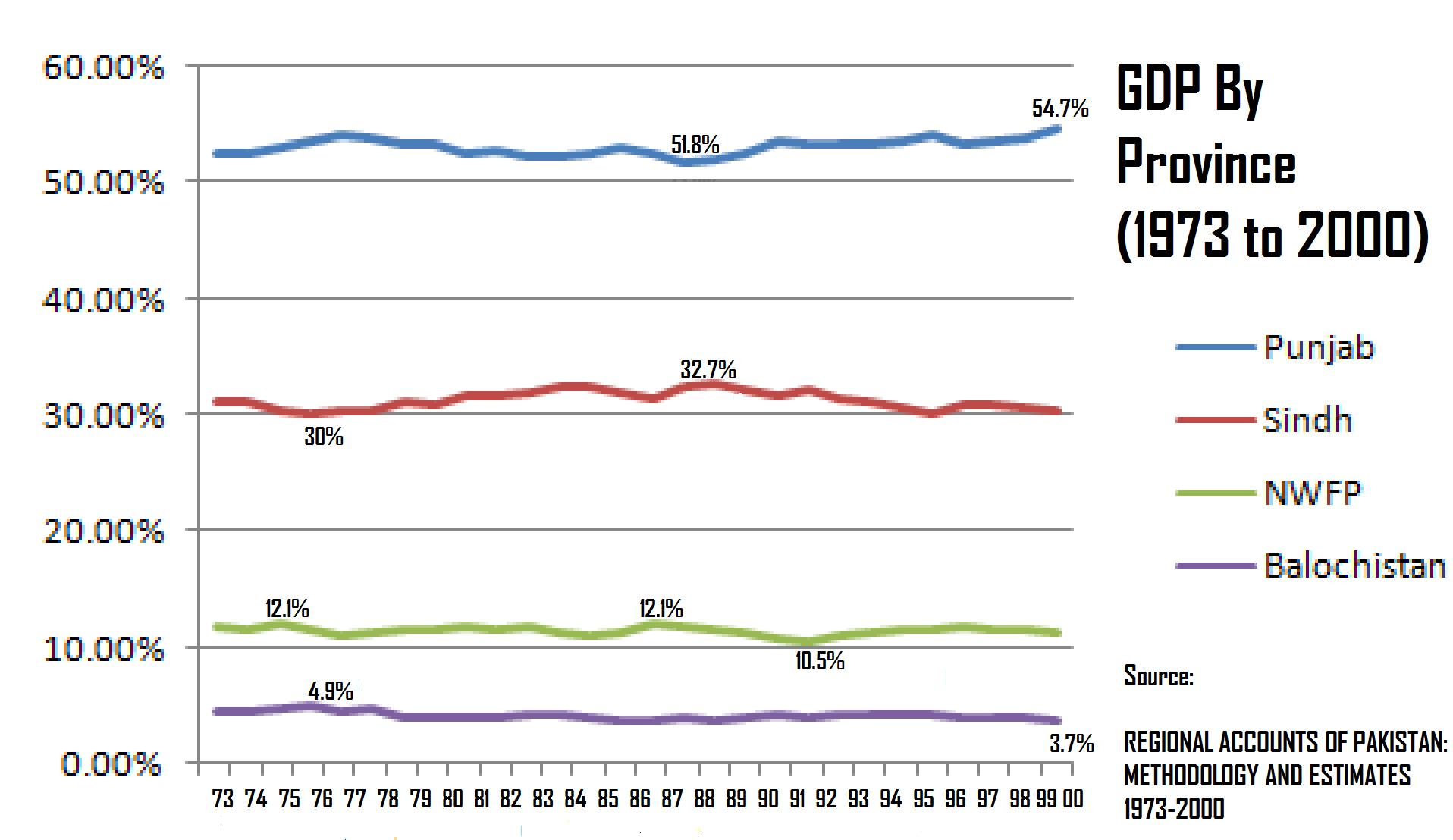
파키스탄 지방별 GDP를 나타낸 그래프

농업은 면화, 쌀, 밀, 사탕수수, 바나나, 망고 등의 작물을 생산하는데, 이들은 신드 내에서 뿐만 아니라 파키스탄 전역, 심지어는 해외에까지도 수출-소비된다. 특히 라르카나 지역에서 생산되는 쌀은 가장 크고 우수한 품질로 유명하다.
신드 주에는 천연자원 또한 풍부하다. 오늘날에는 가스, 휘발유, 석유 등이 추출되고 있다. 파키스탄의 기업 MPCL(Mari Petroleum Company Ltd)가 운영하는 가스 유전은 이 나라에서 가장 큰 천연 가스 생산지이며, 타르 사막에 위치한 타르 석탄지는 전 세계에서 16번째로 많은 석탄 매장지이다.

## 교육
| 연도 | 문해율 |
| ---- | ------ |
| 1972 | 60.77% |
| 1981 | 37.5%  |
| 1988 | 45.29% |
| 2017 | 54.57% |

다음은 1998년 정부가 추산한 신드의 교육 시장 도표이다.
| 분류                                                                    | 도시       | 시골       | 합계       | 등록 비율(%) |
| ----------------------------------------------------------------------- | ---------- | ---------- | ---------- | ------------ |
|                                                                         | 14,839,862 | 15,600,031 | 30,439,893 |              |
| 초등 이하 (유아교육)                                                    | 1,984,089  | 3,332,166  | 5,316,255  | 100.00       |
| 초등교육                                                                | 3,503,691  | 5,687,771  | 9.191,462  | 82.53        |
| 중등교육                                                                | 3,073,335  | 2,369,644  | 5,442,979  | 52.33        |
| 고등 교육 (Metric, 파키스탄 로컬 교육과정)                              | 2,847,769  | 2,227,684  | 5,075,453  | 34.45        |
| Intermediate Level                                                      | 1,473,598  | 1,018,682  | 2,492,280  | 17.78        |
| 대학(Diploma) 및 관련 자격증(Certificate)                               | 1,320,747  | 552,241    | 1,872,988  | 9.59         |
| 인문학 학사(BA, Bachelor of Art) 이·과학 학사(BSC, Bachelor of Science) | 440,743    | 280,800    | 721,543    | 9.07         |
| 인문학 석사(MA, Master of Art) 이·과학 석사(MSC, Master of Science)     | 106,847    | 53,040     | 159,887    | 2.91         |
| 기타자격증                                                              | 89,043     | 78,003     | 167,046    | 0.54         |

신드 주의 주요 공교육/사교육 시설은 다음과 같다.
- 카라치 대학교
- 아담지 정부과학대학(AGSC)
- 아가 칸 대학
- 아시아 태평양 정보 기술 연구소(APIIT)
- 응용 경제 연구센터
- 바리아 대학교(BU)
- 바카이 의과대학
- 찬드카 의과대학(CMC)
- 생도대학 페타로
- 디지털 과학 대학
- 파키스탄 의사 및 의과 대학(CPSP)
- COMMECS 비즈니스 및 신흥 과학 연구소
- 다야람 제타말 신드 정부 과학 대학
- 다우드 공과대학(DUET)
- 국방부 소년소녀 학위 대학(DADC)
- 다우 국제 의과 대학
- 다우 보건 대학교(DUHS)
- 파티마 진나 치과대학(FJDC)
- 연방 우르두 과학 대학 캠퍼스
- 굴람 무함마드 마하르 의과대학(GMMMC)
- 나찌마바드 카라치 정부대학
- 하이데라바드 정부대학
- 정부 상업&경제 대학
- 카라치 관립 공과대학
- 마티아리 정부대학
- 라니푸르 관립 고등학교
- 수쿠르 정부 이슬라미아 과학 대학
- 하이데라바드 정부 무슬림 과학 대학
- 카라치 관립 국립 대학
- 그리니치 대학교 (카라치)
- 함다드 대학교
- 후세인 에브라힘 자말 화학 연구소
- 임페리얼 사이언스 칼리지 나와브 샤
- 인더스 밸리 미술건축연구소
- 카라치 경영연구소
- 수카르 경영학 연구소
- 산업전자공학연구원(IIEE)
- 신드올로지 연구소
- 이크라 대학교(IU)
- 이슬람 과학 대학 (카라치)
- 하이데라바드 이스라 대학교
- 진나 의료 치과대학
- 진나 폴리텍 연구소
- 진나 대학원 의료 센터
- 진나 여성대학교
- 카라치 원자력발전연구원(KINPOE)
- 카라치 경제기술연구소
- 카라치 경영대학원
- 리아콰트 의과대학(LUMHS)
- 메흐란 공과대학교
- 모하마드 알리 진나 대학교
- 국립 공연 예술 아카데미
- 국립 컴퓨터 및 신흥 과학 대학
- 국립현대언어대학교
- 국립과학기술대학교
- NED 공과대학교
- 오즈하 흉부 질환 연구소
- PAF 항공기술연구소
- 다우르 공립학교
- 파키스탄 해군공과대학
- 파키스탄 선주 대학
- 파키스탄 철강 사관생도 대학
- 나와브 샤 여중생 의과대학
- 카라치 훈련소
- 나와브 샤 도교육청
- 공립학교 하이데라바드
- 나와브 샤 콰이드-에-아와암 공과대학교
- 라나 리아콰트 알리 칸 정부 가정대학
- 카라치 성 패트릭 대학
- 샤 압둘 라티프 비타이 대학교
- 샤히드 베나지르 부토 의과대학
- 샤히드 줄피카르 알리 부토 과학기술원
- 신드 농업대학
- 신드 의과대학
- 하이데라바드 이과대학
- 신드 무슬림법대
- 시르 세예드 공립 여대
- 세예드 공과대학
- 성 요셉 대학교
- 수쿠르 과학기술원
- 파키스탄 섬유 연구소
- 카라치 대학교
- 신드 대학교
- 우스만 공과대학
- 지아우딘 의과대학

## 문화
신드의 풍부한 문화, 예술, 건축 경관은 수많은 사람들을 매료시켰다. 또한 신드의 민담, 예술과 음악은 인류 역사의 모자이크를 이루고 있다.

### 문화유산
신드 장인들의 작품은 다마스쿠스, 바드다드, 바스라, 이스탄불, 카이로, 사마르칸트의 옛 시장에서 인기가 있었고, 수많은 작품들이 팔렸다. 19세기 초에 신드를 방문했던 영국 여행가 T.포스텐은 이곳의 제품들이 중국의 정교한 표본들과 비교될 수 있다고 말했다. 한편 영국의 지배를 받으면서 방적기 등 신기술의 도입이 점진적으로 이루어졌고, 블록 별로 설계, 염색, 인쇄하는 과정을 나누어서 정교화하면서 직물 산업이 크게 발달했다. 신드의 가볍고, 정제되고, 화려하고, 세탁이 편리한 직물 제품은 그 시대의 모직과 리넨에 익숙했던 사람들에게는 큰 충격이었다. 곧 신드산 직물은 사치품이 되었다.
파키스탄의 세계야생생물기금과 같은 비정부 기구들은 신드의 문화를 홍보하는 데 중요한 역할을 한다. 그들은 신드의 여성 장인들에게 교육을 제공하고, '영구적인 수공업(Craft Forever)'이라는 구호와 함께 신드산 제품을 홍보한다.
신드의 많은 여성들은 모자 제작에 능숙하다. 신드산 모자는 신 세에다바드(New Saeedabad)와 신 할라(New Hala) 등에서 소규모로, 상업적으로 제작된다. 신드 사람들은 2009년 12월 6일부터 이른바 '신드 모자의 날(Sindhi Topi Day)'을 기념하기 시작했는데, 이 날이 되면 사람들은 모두 전통 직물옷(Ajrak)과 모자를 착용하여 신드의 역사적 문화를 기린다.

## 관광업
신드 지역에는 역사적·고고학적으로 중요한 유적지가 많이 위치해 있다. 그 가운데 인더스 강 하구 지역을 중심으로 번영했던 인더스 문명(성숙기: BC 2600~1900)의 계획 도시 유적지인 모헨조다로가 가장 유명하다. 한편 AD 7세기의 이슬람 침입 이후부터 발전하기 시작한 인도-이슬람 건축 양식 역시 웅장한 모스크와 화려한 장식들로 관광객들의 눈길을 끌고 있다. 만차르 호수와 같은 자연 경관은 이 지역에서 지속 가능한 관광 산업의 원천이 되었다.

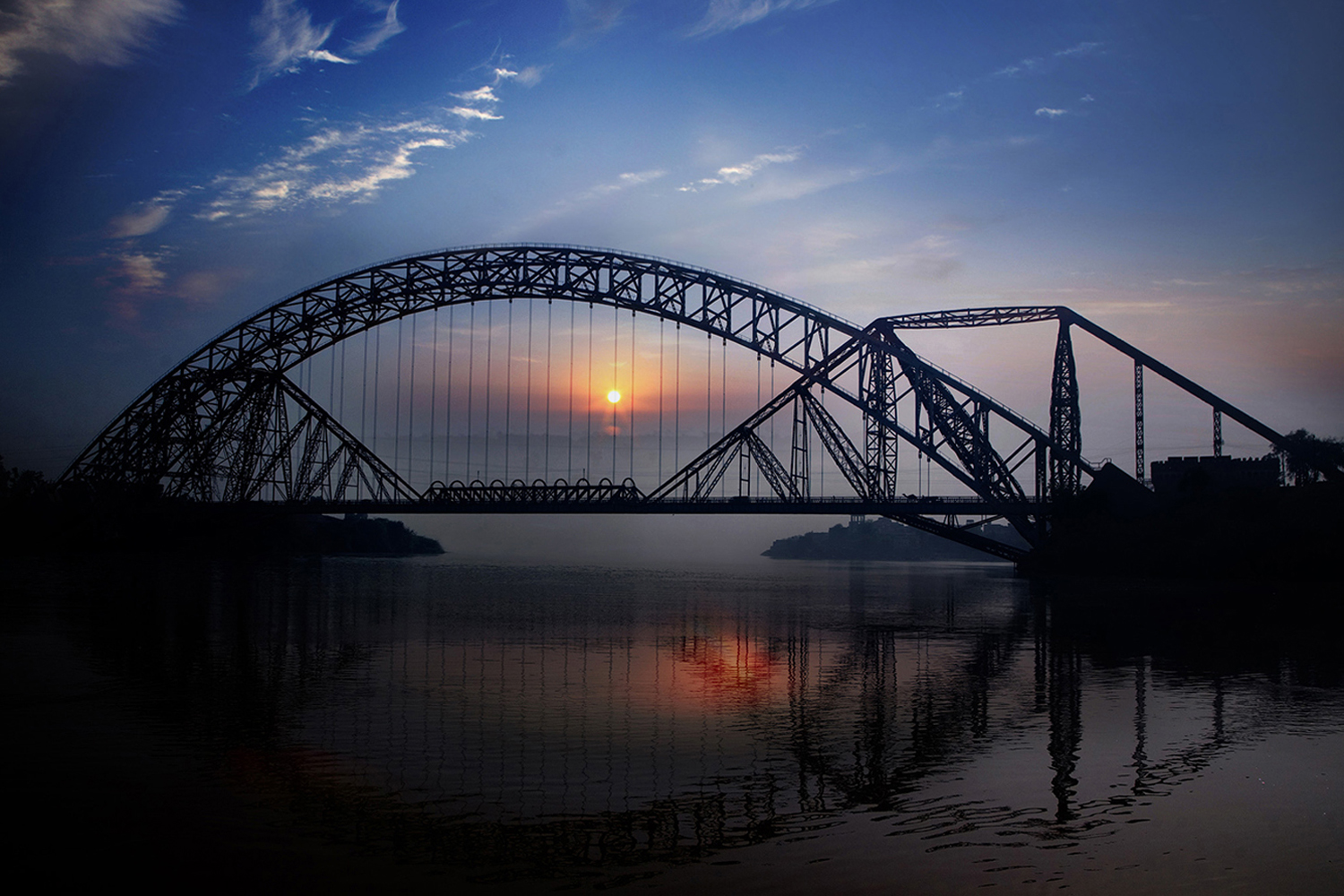
수쿠르 대교
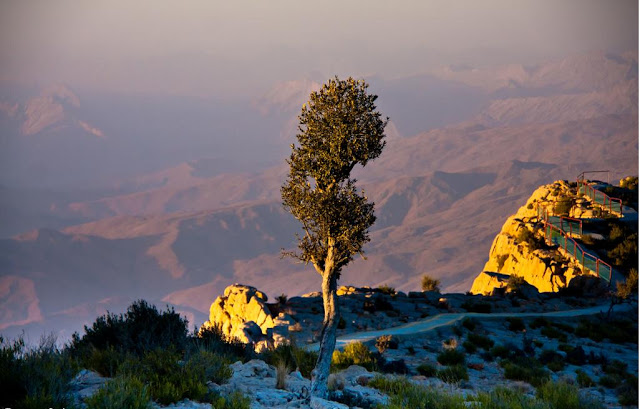
고라크 언덕의 아침 전경
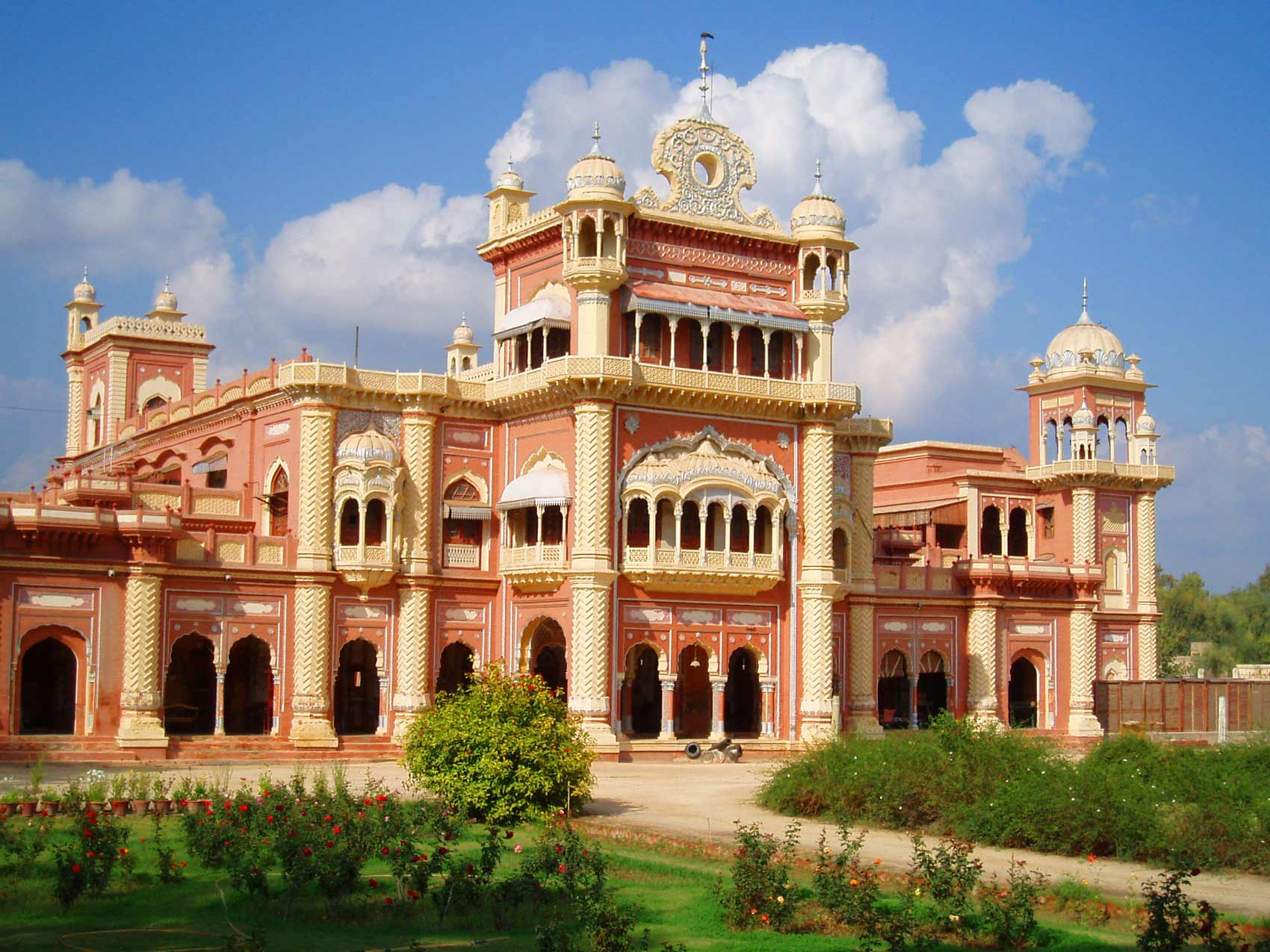
카이르푸르의 대표 건축물인 파이즈마할
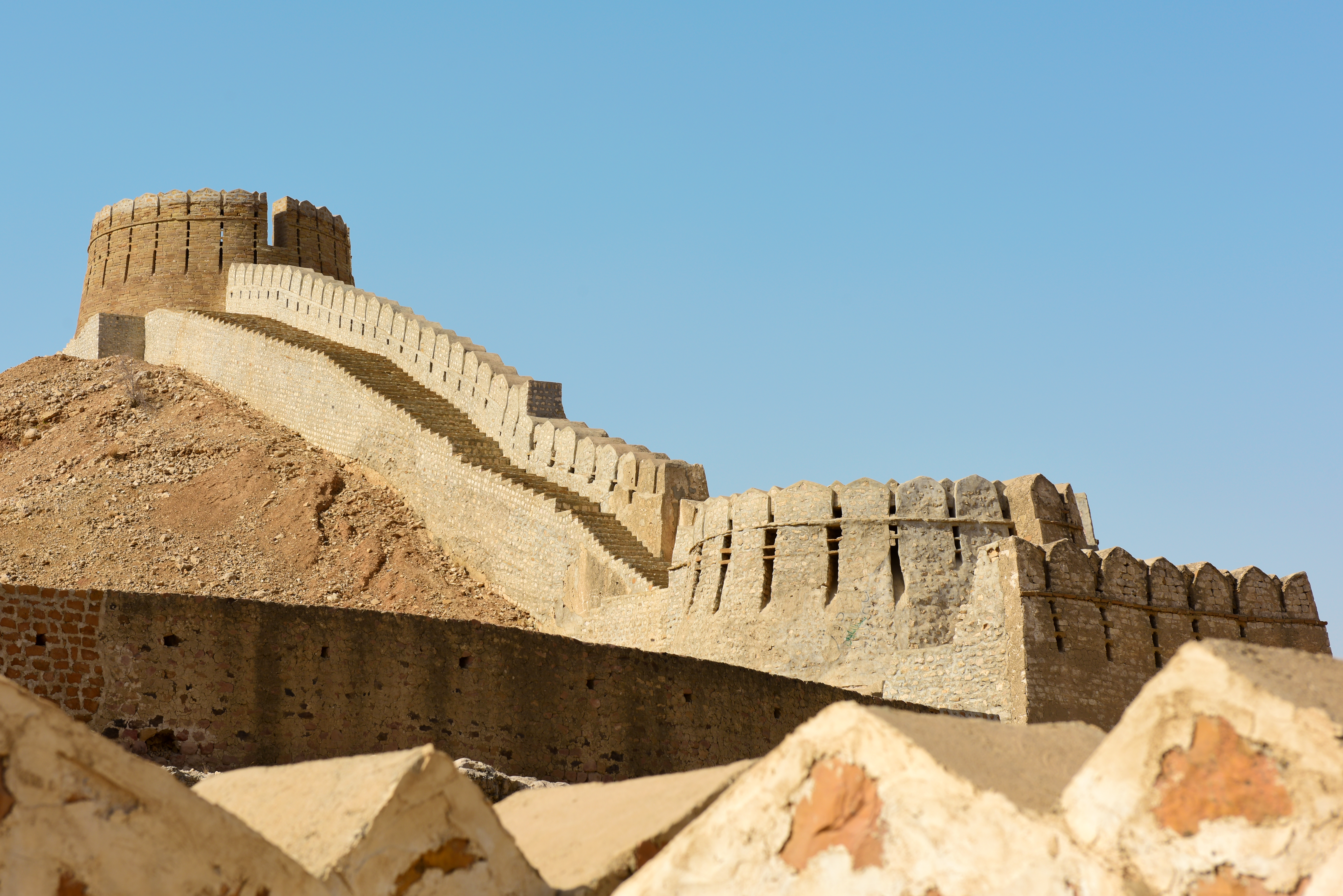
세계에서 가장 큰 요새 중 하나인 라니콧 요새
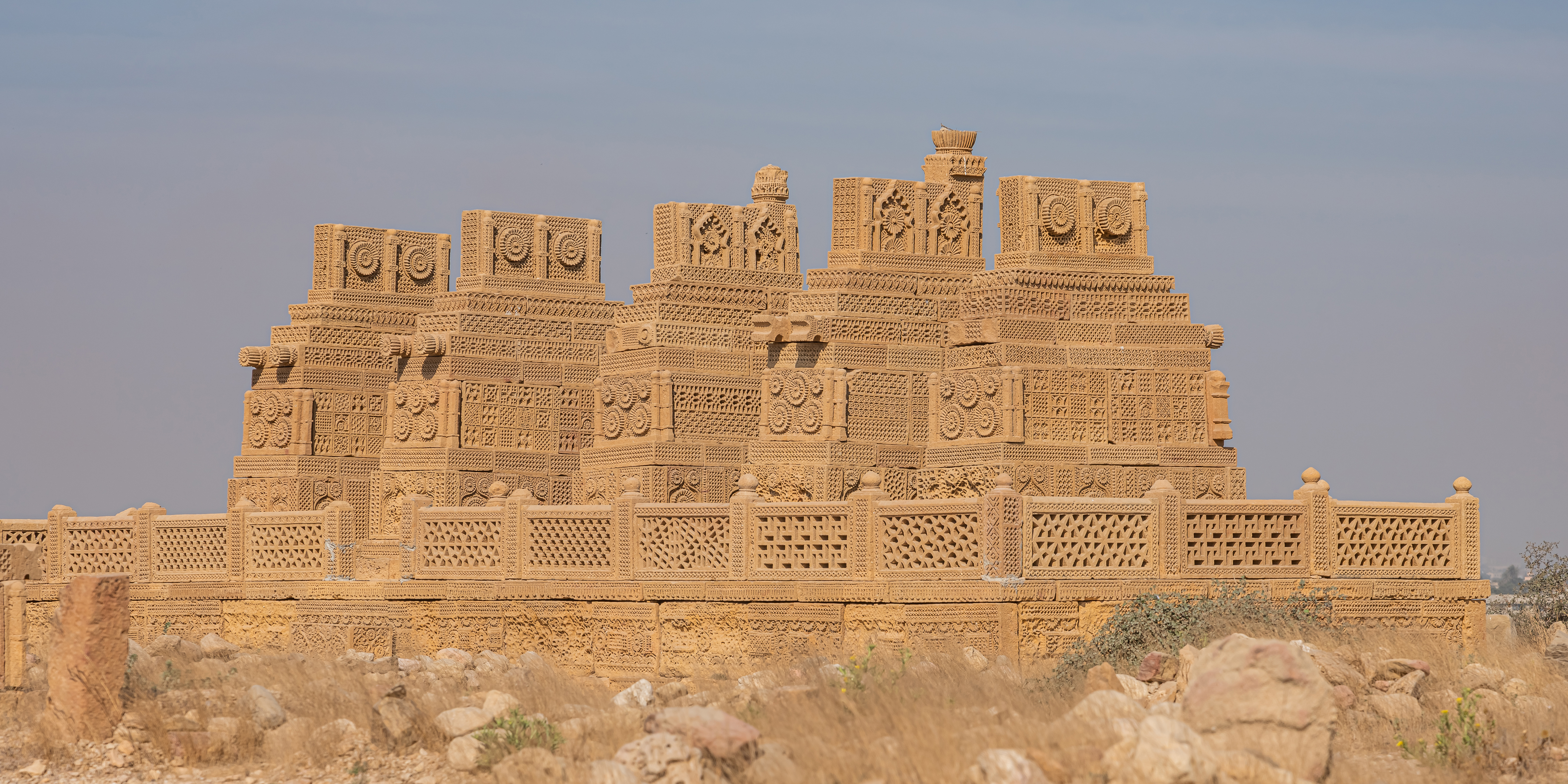
차우칸디 무덤군, 카라치
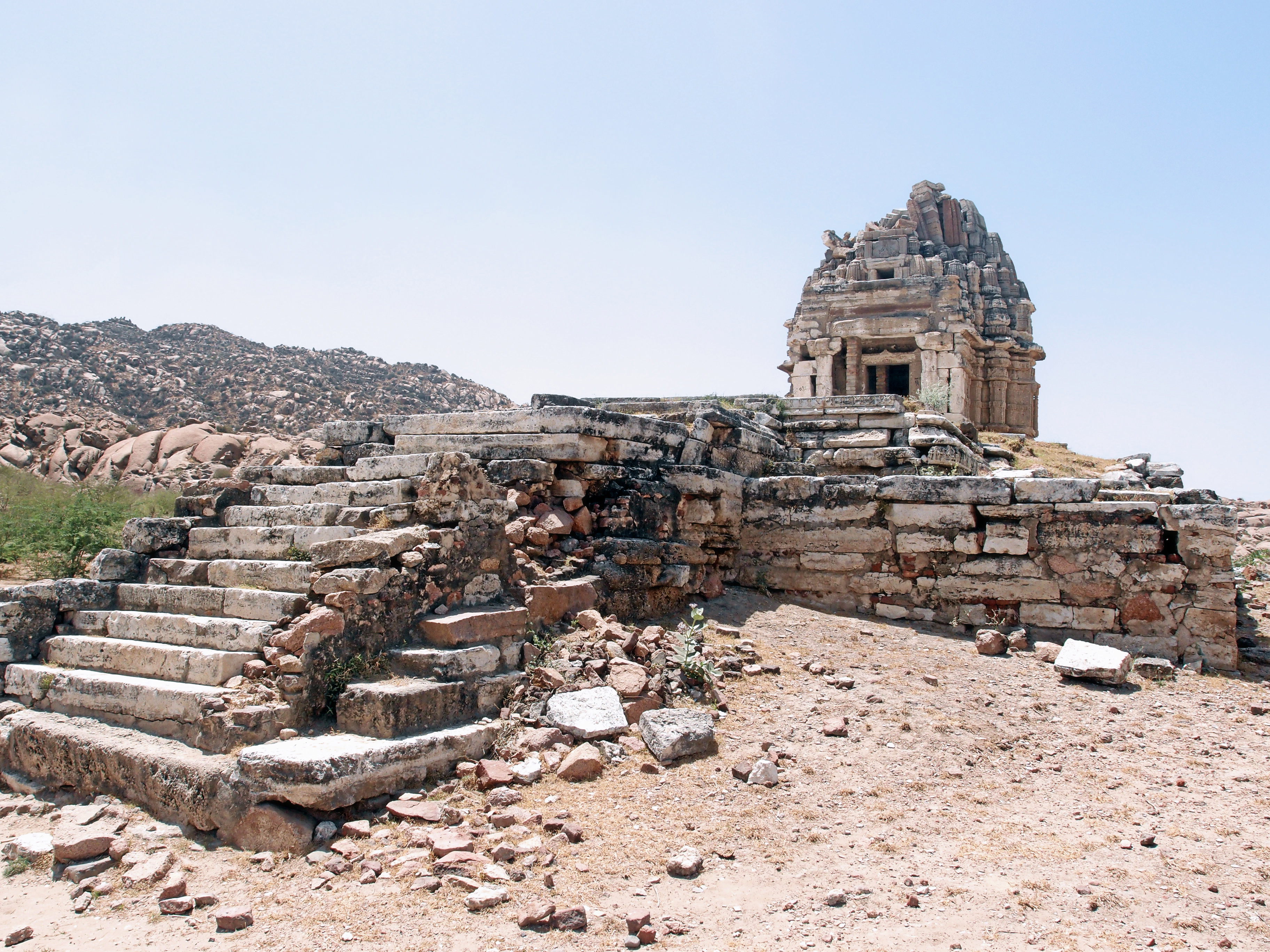
9세기 경에 지어진 자이나교 사원 유적지
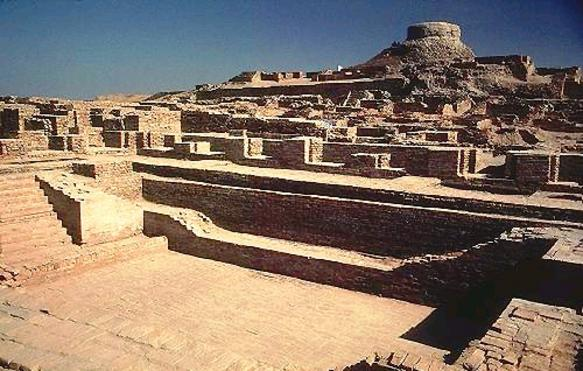
모헨조다로 유적지
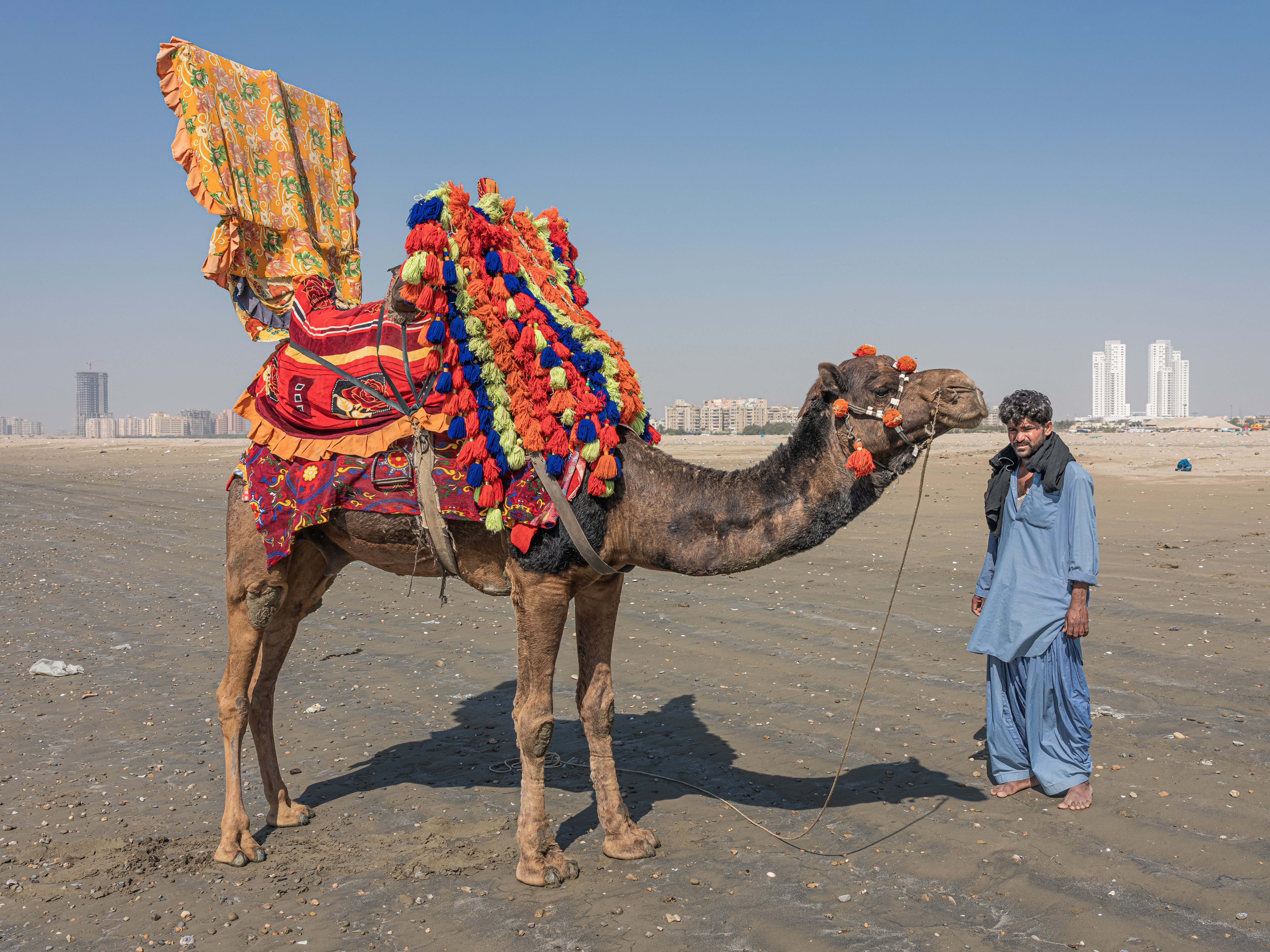
카라치 해변가
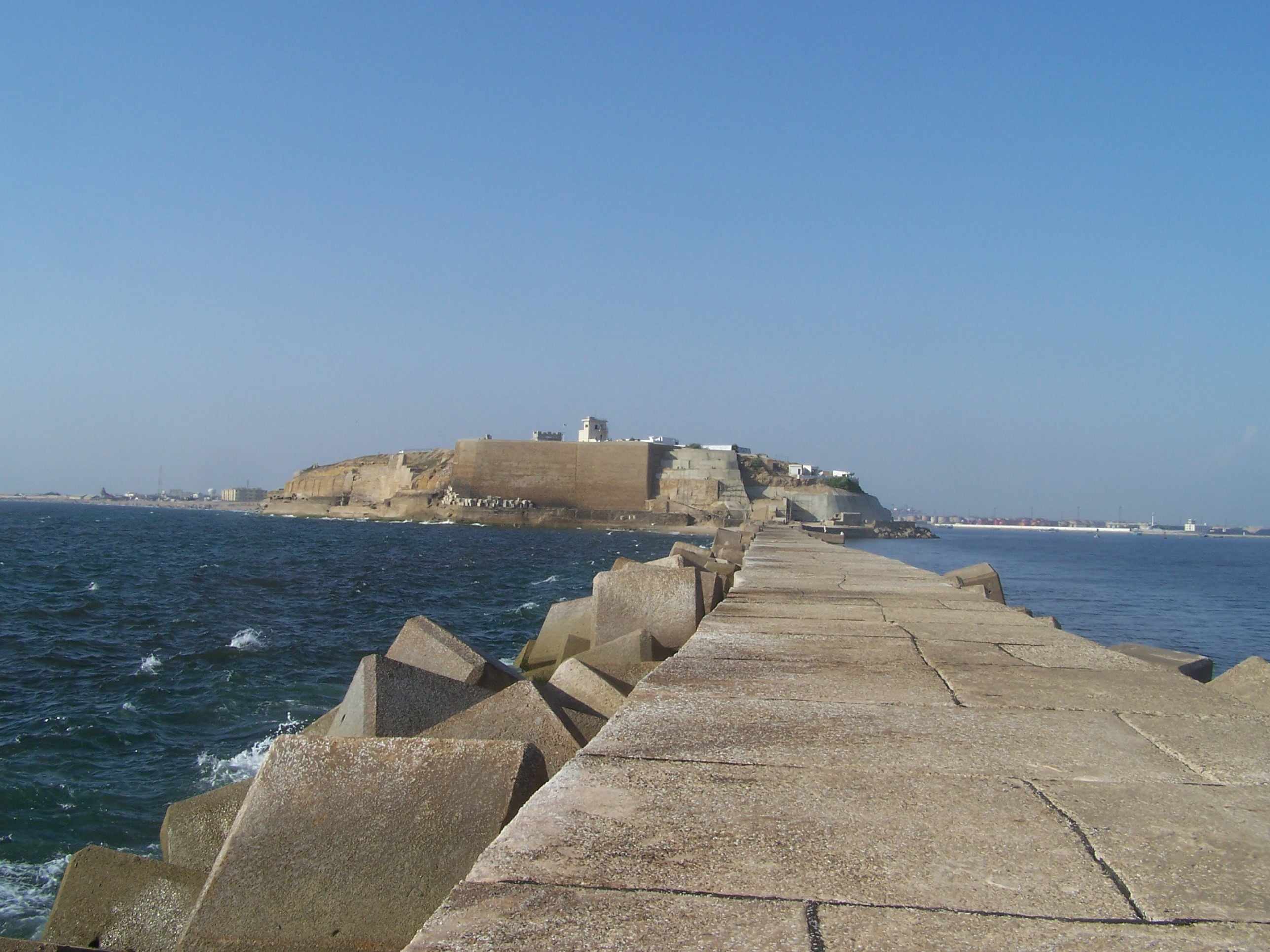
카심 요새, 카라치 마노라섬
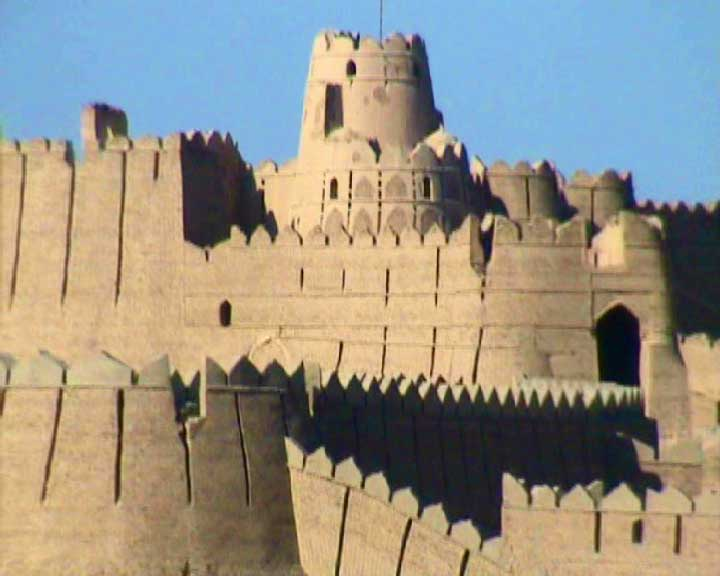
코트디지 요새, 카이르푸르
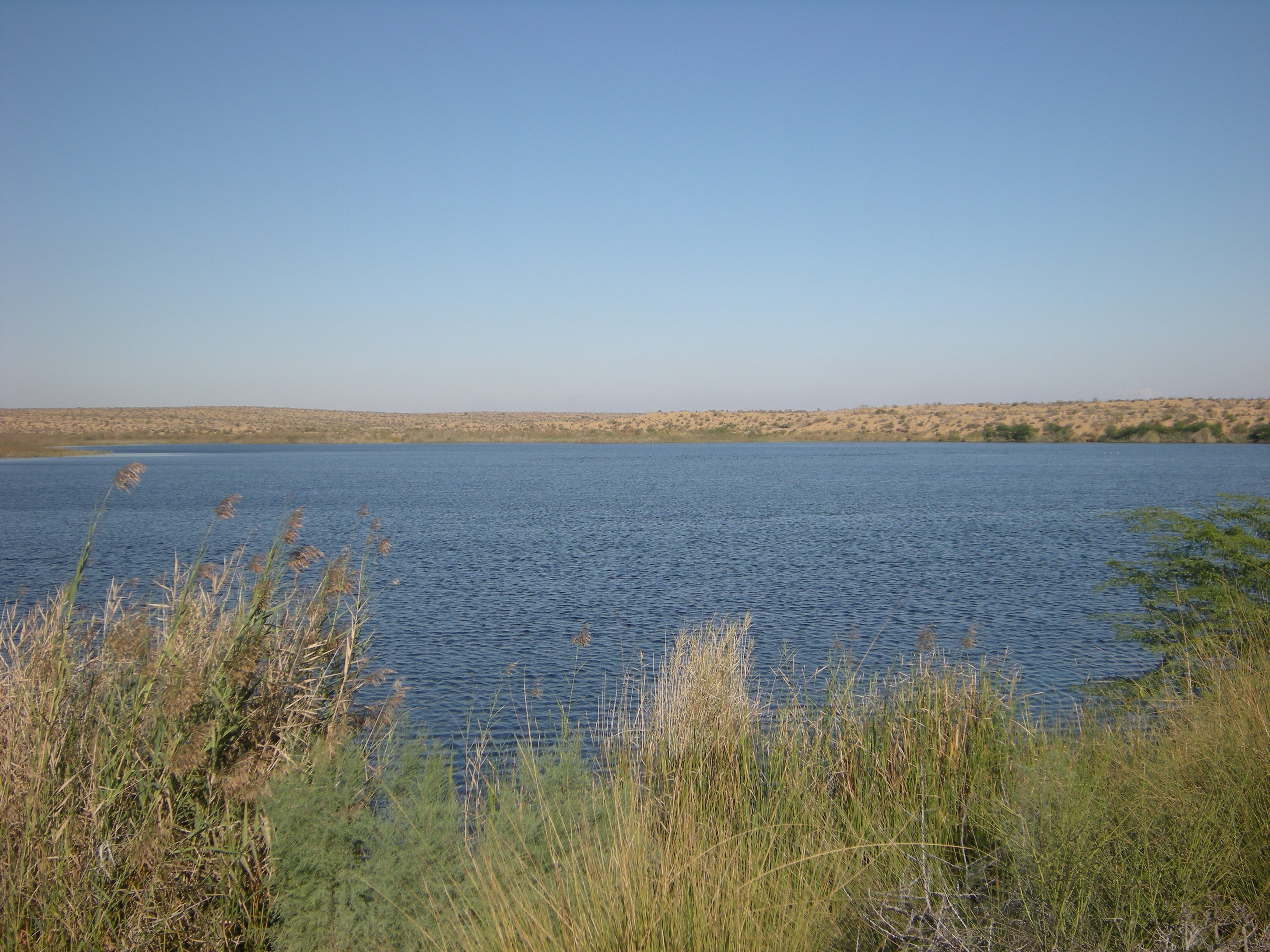
바크리 와로 호수, 카이르푸르
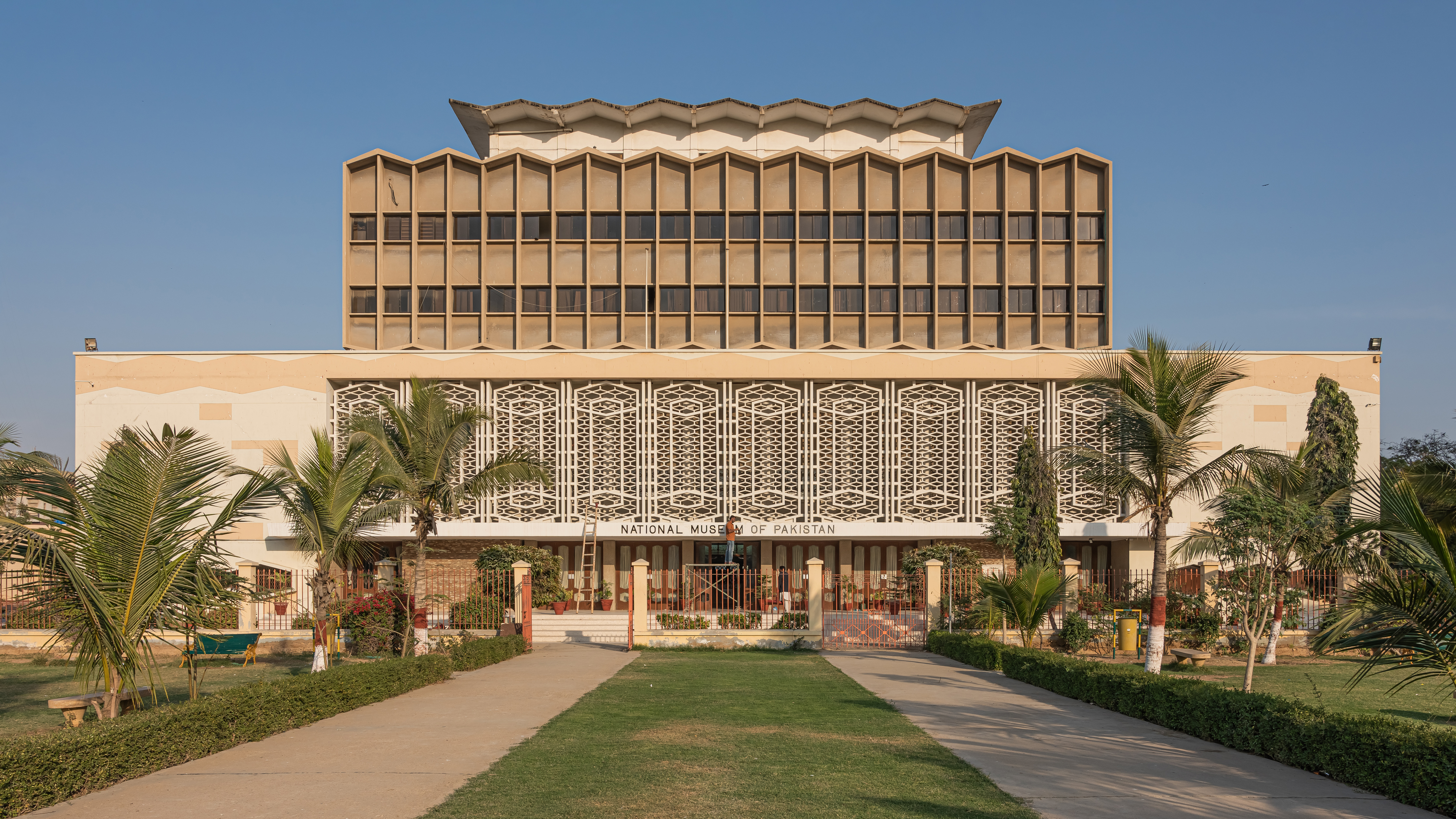
국립 파키스탄 박물관, 카라치
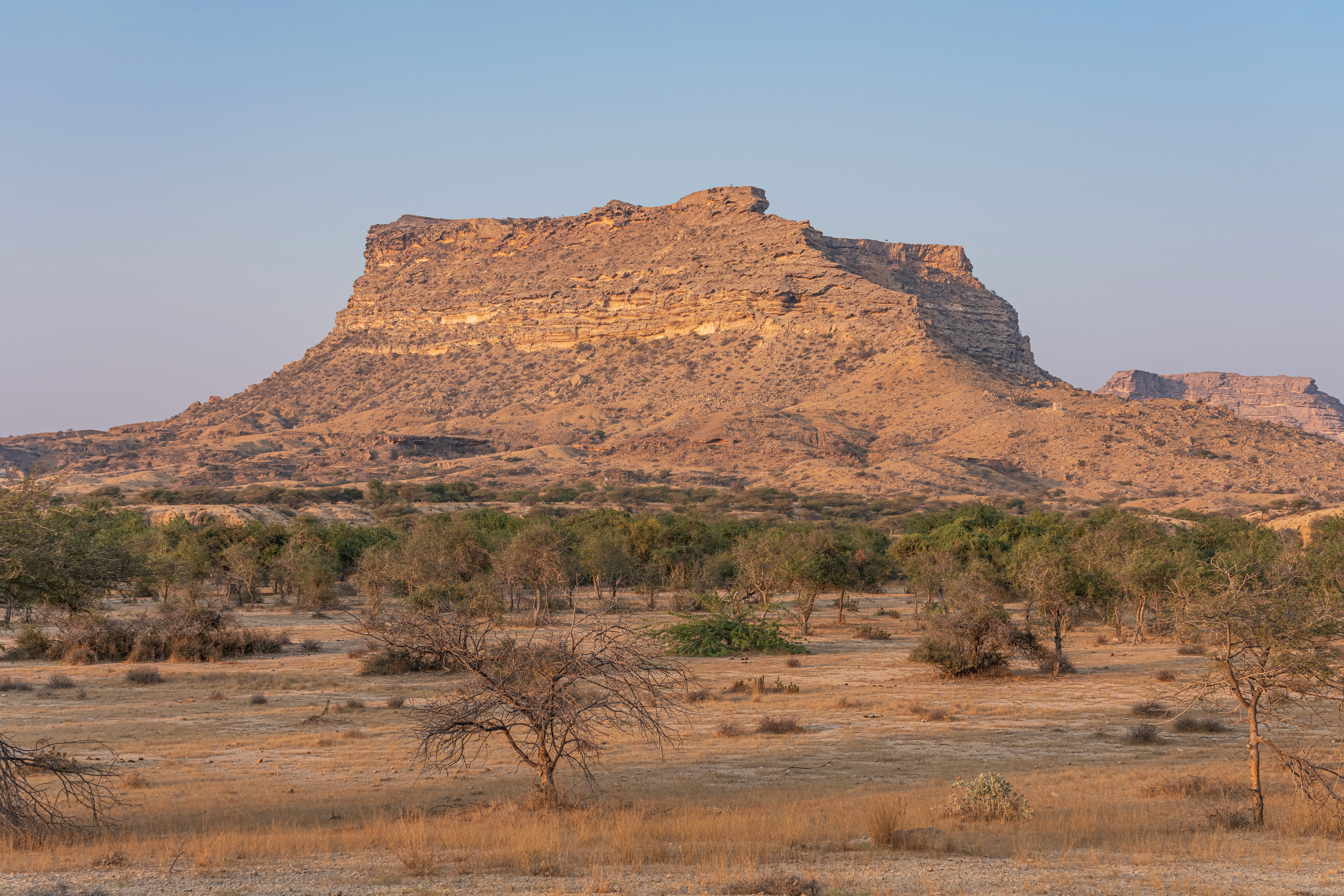
키르타르 국립 공원 전경
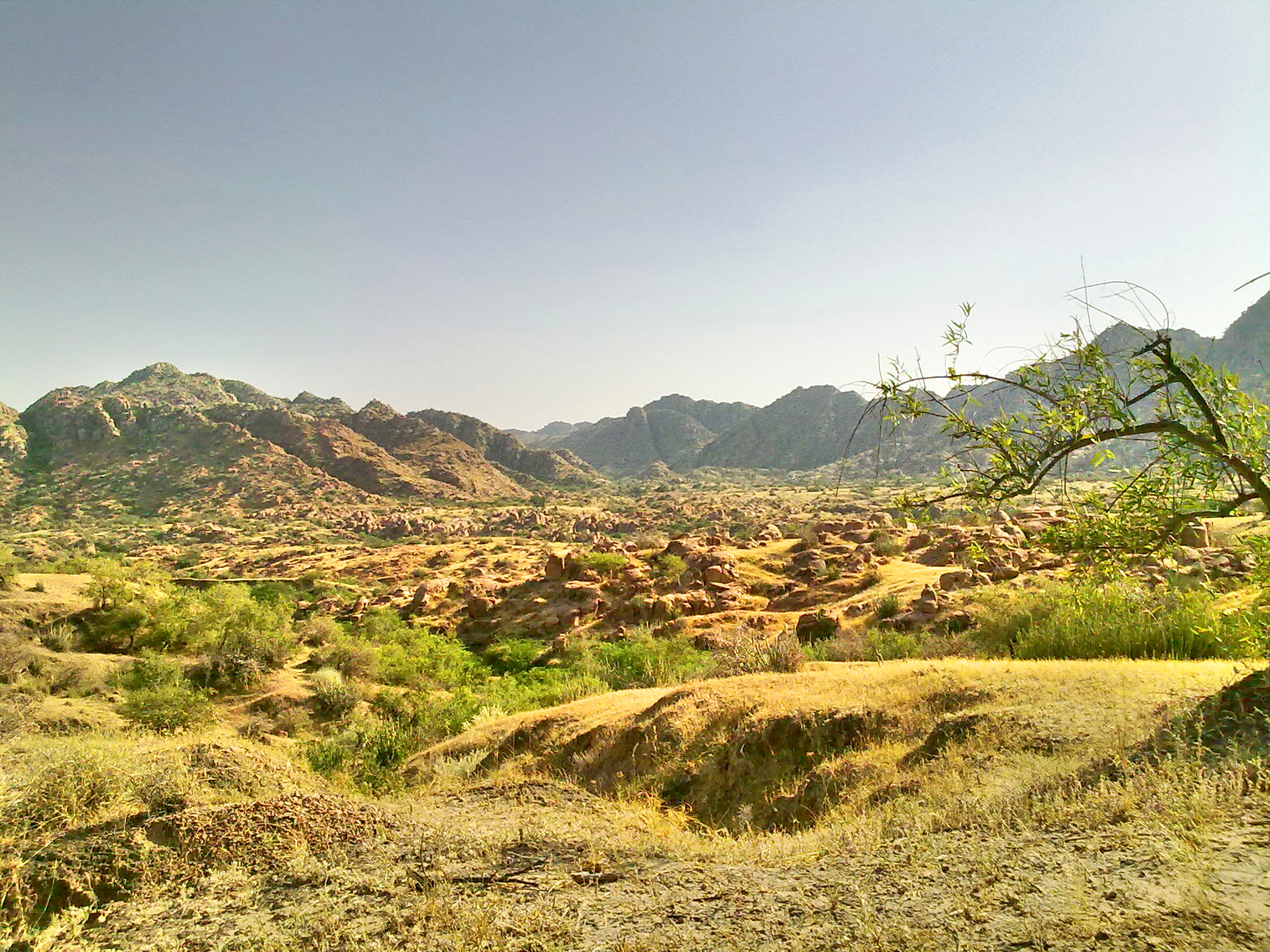
카룬자르 산맥, 타르파카르
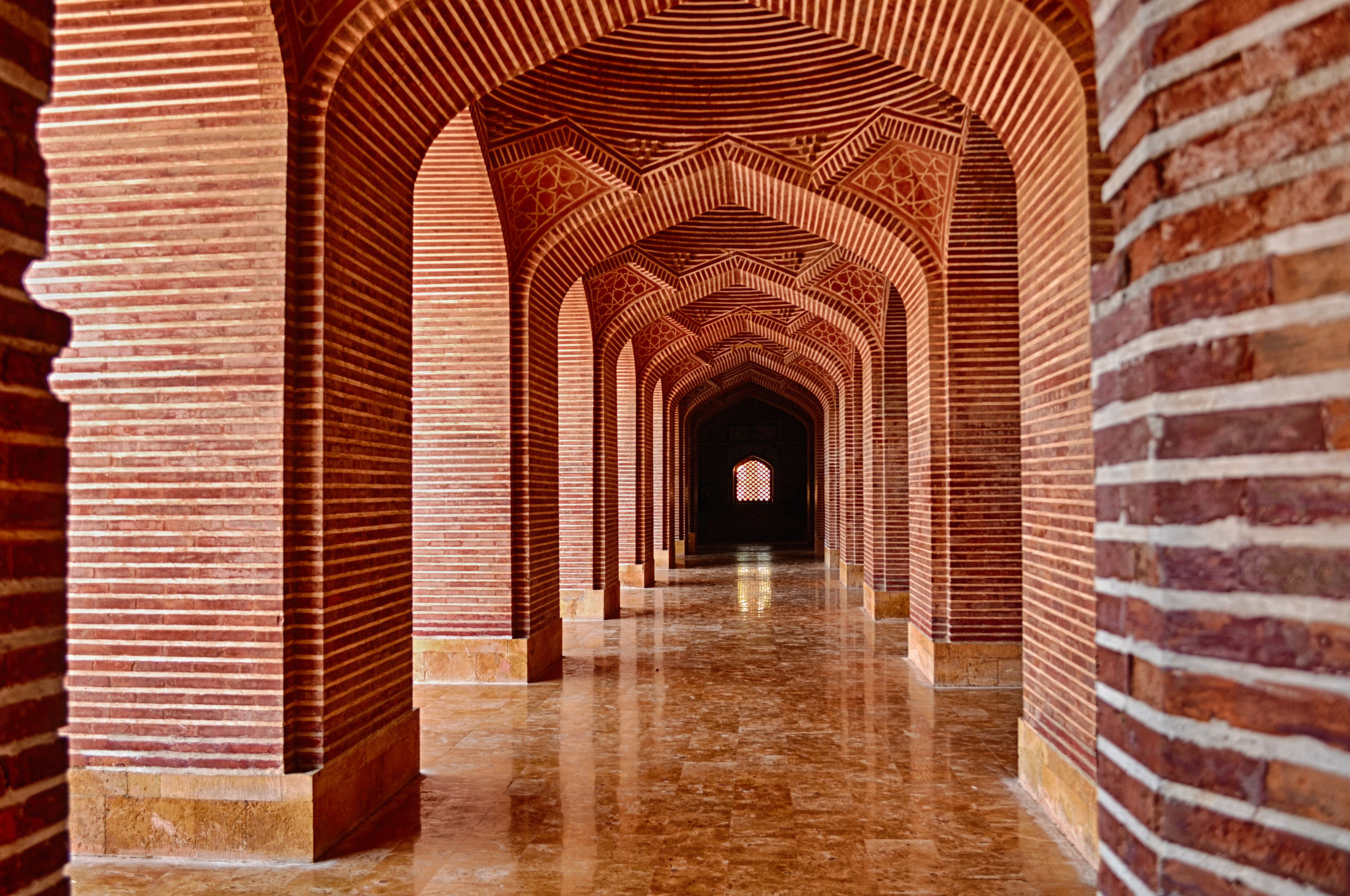
샤 자한 모스크, 타타

## 같이 보기
- 모헨조다로
- 신두 왕국